# Johannes Brahms

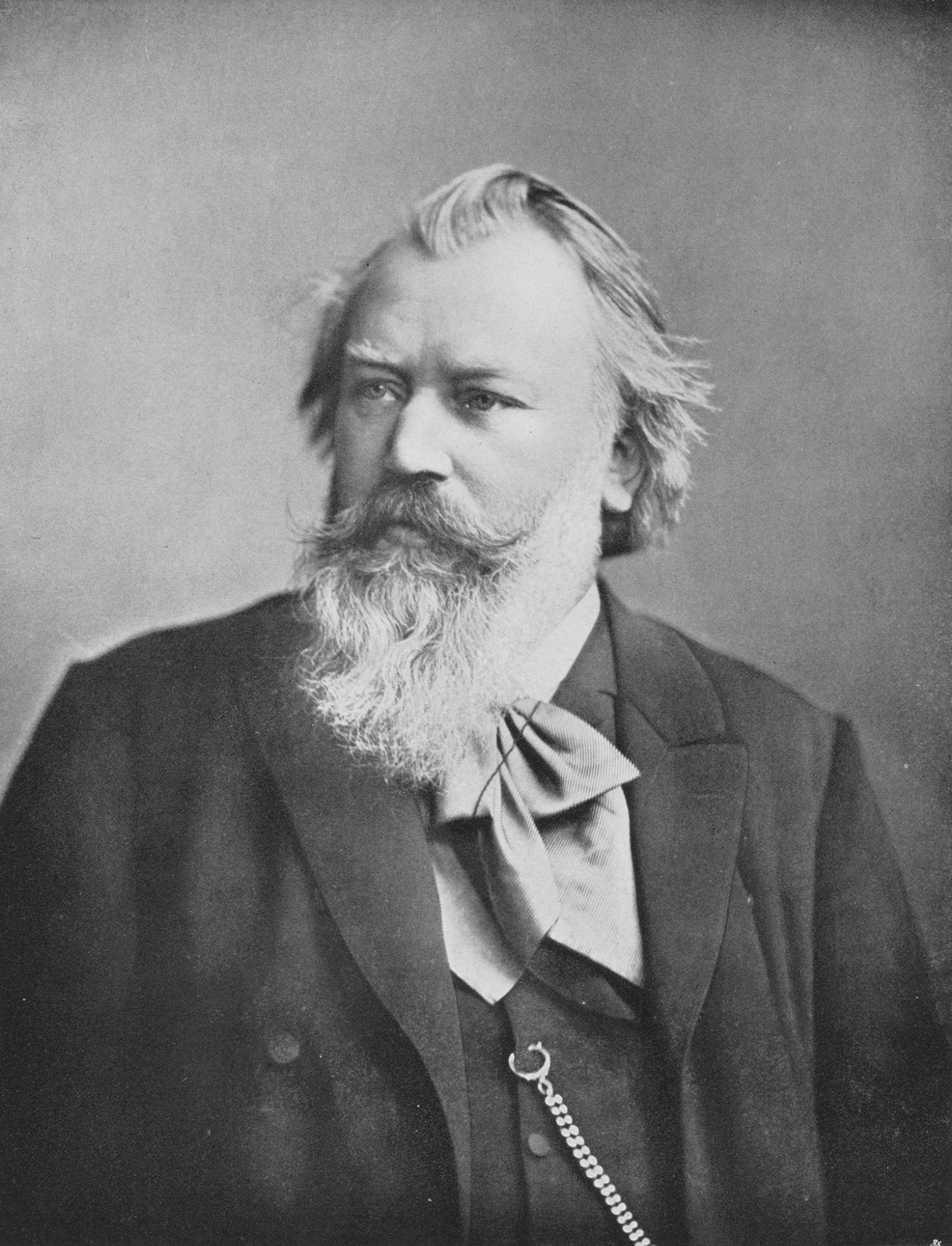
Johannes Brahms (1889)

Johannes Brahms (* 7. Mai 1833 in Hamburg; † 3. April 1897 in Wien) war ein deutscher Komponist, Pianist und Dirigent. Seine Kompositionen werden vorwiegend der Hochromantik zugeordnet; durch die Einbeziehung barocker und klassischer Formen gehen sie aber über diese hinaus. Brahms gilt als einer der bedeutendsten Komponisten des 19. Jahrhunderts.

## Leben

### Frühe Jahre

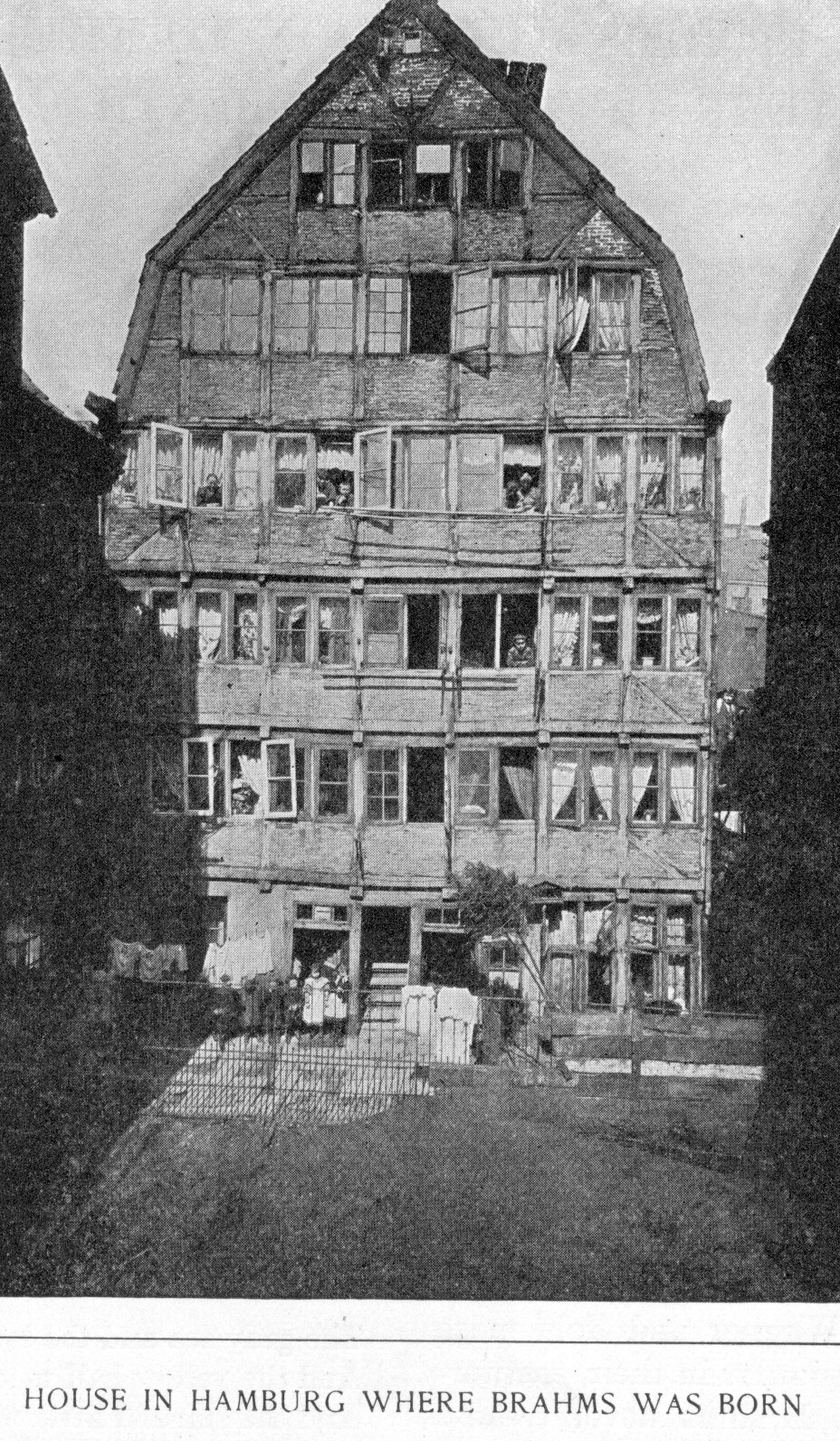
Im ersten Stock dieses Hauses in der Caffamacherreihe im Hamburger Gängeviertel wurde Brahms geboren (Aufnahme 1891). Das Haus wurde in der Operation Gomorrha zerstört. Auch spätere Wohnungen von Brahms sind nicht erhalten.

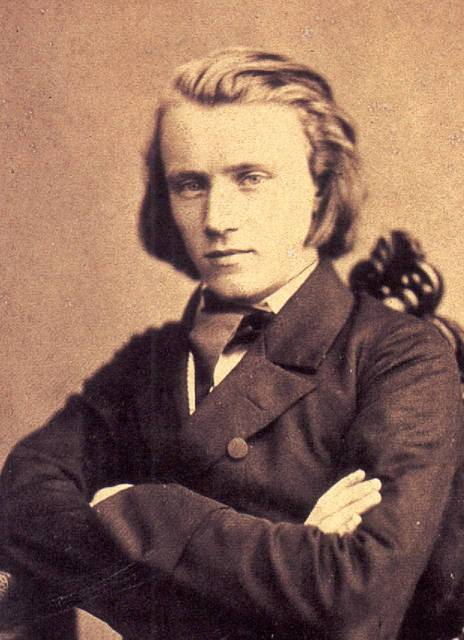
Johannes Brahms um 1853

Johannes Brahms stammte aus einer weit verzweigten norddeutschen Familie. Er war das zweite der drei Kinder von Johann Jakob (1806–1872) und Johanna Henrika Christiane Brahms, geborene Nissen (1789–1865).
Diese war eine Nachfahrin von Maria Lorck (1574–1658) aus Flensburg, die auch Vorfahrin von Matthias Claudius und Theodor Storm war.
Sein Vater war 1809 in Heide geboren worden und hatte in Wesselburen seine musikalische Ausbildung erhalten. Er spielte Kontrabass und Horn, verstand das Musizieren in erster Linie als Handwerk zum Broterwerb, indem er mit kleinen Ensembles in Tanzlokalen in Hamburg auftrat. Später war er Mitglied des Orchesters des Stadttheaters und der Hamburger Philharmonie unter Julius Stockhausen.
Da die väterliche Familie in Dithmarschen lebte, verbrachte der junge Johannes Brahms in seinen Jugendjahren dort auch viel Zeit auf dem Land. Das Wohnhaus seines Großvaters in Heide ist jetzt ein Museum der Brahms-Gesellschaft Schleswig-Holstein.
Brahms erhielt mit sieben Jahren ersten Klavierunterricht bei Otto Friedrich Willibald Cossel; zudem spielte er Cello. Auch Brahms’ Talent zum Komponieren zeigte sich schon früh, und so wurde er durch Vermittlung Cossels im Jahre 1843 von dem damals bekannten Hamburger Komponisten Eduard Marxsen als Klavier- und Kompositionsschüler angenommen. Seine 1849 unter Pseudonym verfassten Phantasien über einen beliebten Walzer sind Zeugnis eines virtuosen Klavierspiels.
Brahms veröffentlichte seine frühen Werke häufig unter Pseudonymen (G. W. Marks, Karl Würth) und teilte ihnen höhere Opuszahlen zu. Anfangs schrieb Brahms ausschließlich Klavierwerke; die Möglichkeiten und Grenzen des Orchesters waren ihm zu wenig vertraut. Auch später bat er beim Komponieren seiner ersten Orchesterwerke erfahrene Komponisten aus seinem Freundeskreis um Hilfe.
Im Jahre 1853 vermittelte der mit ihm befreundete ungarische Violinist Eduard Reményi die Bekanntschaft des in Hannover weilenden Geigers Joseph Joachim. Joachim empfahl Brahms, sich an Franz Liszt zu wenden, der damals Hofkapellmeister in Weimar war. Liszt versprach ihm, ihn in einem Brief an den Musikverlag Breitkopf & Härtel zu erwähnen. Brahms erhoffte sich davon nicht viel und bat Joachim, ihn in das künstlerische Leben einzuführen. Daraufhin überredete Joachim ihn, den damals in Düsseldorf wohnenden Komponisten Robert Schumann aufzusuchen.

### Bekanntschaft mit Robert und Clara Schumann
In Düsseldorf lernte Brahms Robert Schumann und dessen Frau Clara kennen. Am 25. Oktober 1853 erschien in der von Robert Schumann gegründeten und in Leipzig erscheinenden Neuen Zeitschrift für Musik der erste Artikel über Johannes Brahms. Unter der Überschrift „Neue Bahnen“ schrieb Schumann:

„Und er ist gekommen, ein junges Blut, an dessen Wiege Grazien und Helden Wache hielten. Er heißt Johannes Brahms, kam von Hamburg, dort in dunkler Stille schaffend, aber von einem trefflichen und begeistert zutragenden Lehrer gebildet in schwierigen Setzungen der Kunst, mir kurz vorher von einem verehrten bekannten Meister empfohlen. Er trug, auch im Äußeren, alle Anzeichen an sich, die uns ankündigen: Das ist ein Berufener.“

Auch Schumann setzte sich bei dem Verlag Breitkopf & Härtel dafür ein, einige Werke von Brahms zu publizieren. Dieses Engagement machte den zwanzigjährigen Brahms in Deutschland berühmt. Brahms drückte daraufhin in Briefen an Schumann seine Befürchtung aus, den Maßstäben der Öffentlichkeit nicht genügen zu können. Selbstkritisch verbrannte er einige seiner Werke.
Clara Schumann hatte sich als Pianistin europaweiten Ruhm erworben – und ihren Mann überflügelt. Nachdem Robert Schumann im Frühjahr 1854 in die Richarz’sche Heilanstalt in Endenich eingewiesen worden war, intensivierte sich der Kontakt zwischen Clara und Brahms. Er lebte zeitweilig im selben Haus in Düsseldorf, in dem Clara Schumann und ihre sechs Kinder lebten. Seine innige seelische Verflechtung mit Clara und Robert Schumann kommt zum Ausdruck in seinen Klaviervariationen op. 9 über ein Thema von Robert Schumann, der diese Variationen während seines Aufenthaltes in Endenich kennenlernte und wundervoll fand. In den Takten 30–32 der 10. Variation erscheint als Mittelstimme ein Thema Claras, das Robert Schumann seinem op. 5 zugrunde gelegt hatte. Zwischen 1854 und 1858 pflegten Clara Schumann und Brahms einen umfangreichen Briefwechsel; einvernehmlich vernichteten sie diesen später fast vollständig. Brahms verehrte und liebte die 14 Jahre ältere Clara zeitlebens.

### Detmold und Hamburg

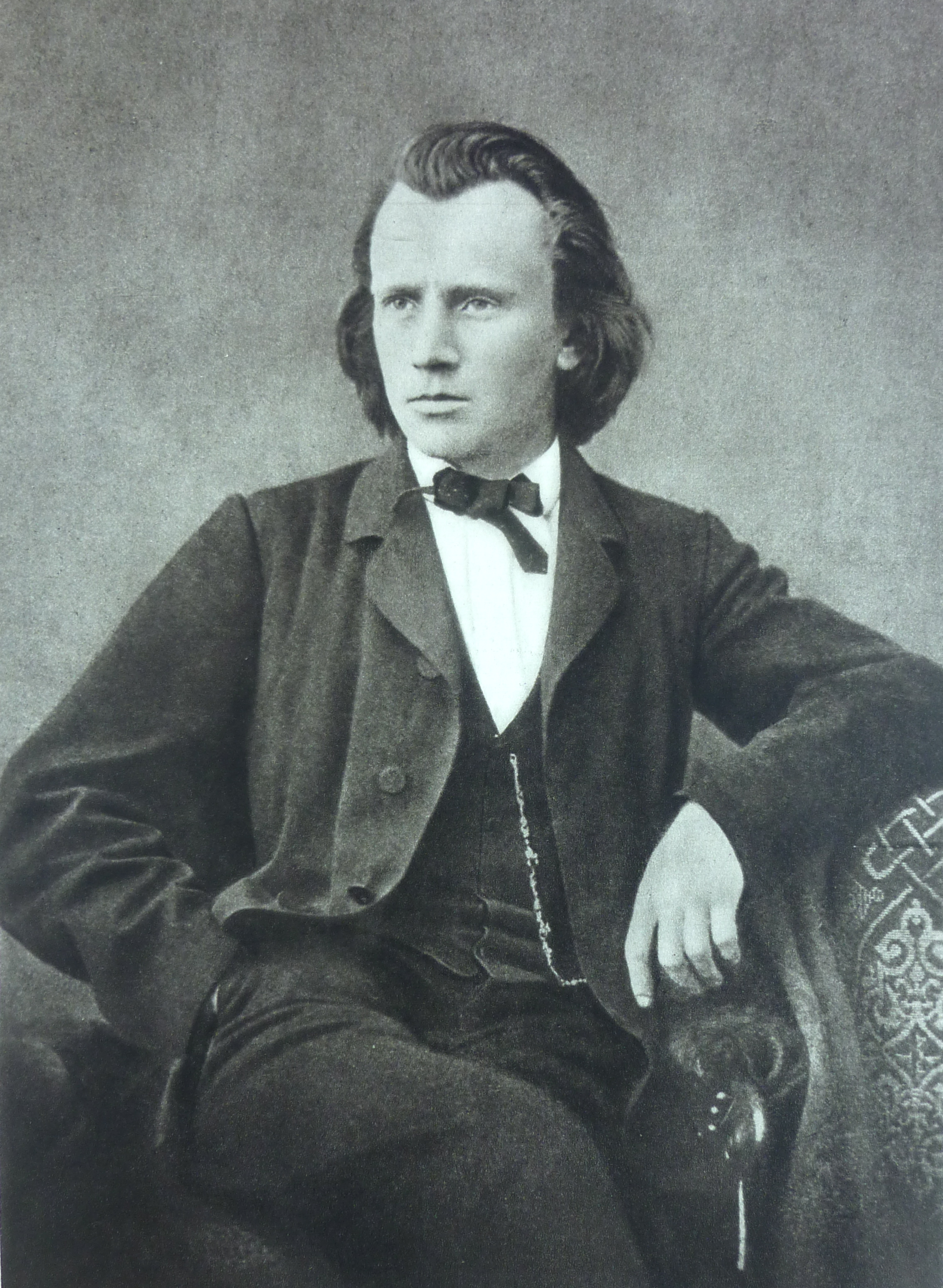
Der junge Johannes Brahms (um 1866)

1857 übersiedelte Brahms nach Detmold. Er leitete dort einen Chor und gab Klavierunterricht. In der Zeit befasste er sich mit einem neuen großen Projekt: dem ersten Klavierkonzert op. 15 in d-Moll. Hinsichtlich der Orchestrierung stand ihm Joseph Joachim ratgebend zur Seite. Vielfach wird es als Widerschein der vergeblichen Leidenschaft für Clara Schumann interpretiert; die Phase war gerade erst abgeschlossen. Uraufgeführt wurde es am 22. Januar 1859 in Hannover. Seine Wiederholung in Leipzig am 27. desselben Monats fiel bei den Kritikern durch. Breitkopf & Härtel wollte es deshalb nicht veröffentlichen, weshalb ab 1860 der Schweizer Verleger Jakob Melchior Rieter-Biedermann zum Zug kam. Ab 1856 hatte Brahms Kontakt mit Rieter-Biedermann, welcher 22 Werke von Brahms verlegte, als Erstes im Jahr 1858 die Volks-Kinderlieder ohne Urheberangabe. Brahms verbarg seine Enttäuschung hierüber nicht und nahm sich vor, dass ein zweites Werk „ganz anders lauten“ sollte. Sein zweites Klavierkonzert op. 83 in B-Dur – es erschien 22 Jahre nach dem ersten – unterschied sich charakterlich völlig von dem d-Moll-Konzert: Statt der Anlage auf eine Finalwirkung „ergibt sich im B-Dur-Konzert […] eine quasi transzendierende Abnahme zum Schluß hin“.
In der Detmolder Zeit entstanden neben dem Klavierkonzert zwei Orchesterserenaden (op. 11 und op. 16) und Lieder, unter anderem Unter Blüten des Mai’s spielt’ ich mit ihrer Hand. Brahms ließ hiermit seine Begegnung mit Agathe von Siebold anklingen. Einen Sommer gab er sich seiner Verliebtheit hin (Clara Schumann schrieb gekränkt, er habe sich wohl recht schnell getröstet). Sein zweites Streichsextett spielt im 1. Satz mit einem Thema auf Agathe von Siebold an; es enthält die Tonabfolge: A-G-A-H-E. Kaum waren die Verlobungsringe mit Agathe getauscht, machte Brahms einen Rückzug. Er sah sich außerstande, sich zu binden, tat es auch später nicht und blieb unverheiratet.
Im Mai 1859 kehrte Brahms nach Hamburg zurück. Dort entstanden unter anderem die Magelonen-Gesänge (fertiggestellt 1869), Kammermusik und mehrere Variationszyklen für Klavier: Variationen über ein eigenes Thema, Variationen über ein ungarisches Lied, Variationen über ein Thema von Händel sowie die Variationen über ein Thema von Schumann (vierhändig).
1860 machte Brahms die Bekanntschaft des Verlegers Fritz Simrock. Dieser verhalf Brahms als Verleger seines Werks zu maßgeblicher Bekanntheit; Brahms hatte es in den 1860er Jahren nicht immer leicht gehabt, seine Kompositionen zu publizieren. Die Verleger waren vorsichtig – das erste Klavierkonzert war vor der Verlegung durchgefallen; außerdem galten Brahms’ Klavierstücke als schwer spielbar. Auch Brahms’ Perfektionsdrang führte zu Verzögerungen: Oft vertröstete er seine Verleger bei der Übersendung des Manuskripts, da ihm schien, er könne die Komposition noch verbessern.
Ein Grund, Hamburg den Rücken zu kehren, war Brahms’ Verstimmung darüber, dass es seinem Förderer und väterlichen Freund Theodor Avé-Lallemant 1862/63 weder gelungen war, ihm den Direktorenposten der Philharmonischen Konzerte zu verschaffen, noch ihn als Chormeister der Singakademie durchzusetzen. Obgleich sich Brahms um diese Stellen nie offen beworben hatte, war er tief verletzt, dass Julius Stockhausen ihm vorgezogen wurde. Der Vorgang belastete das freundschaftliche Verhältnis zu Avé-Lallemant jahrelang empfindlich.

### Erste Aufenthalte in Wien

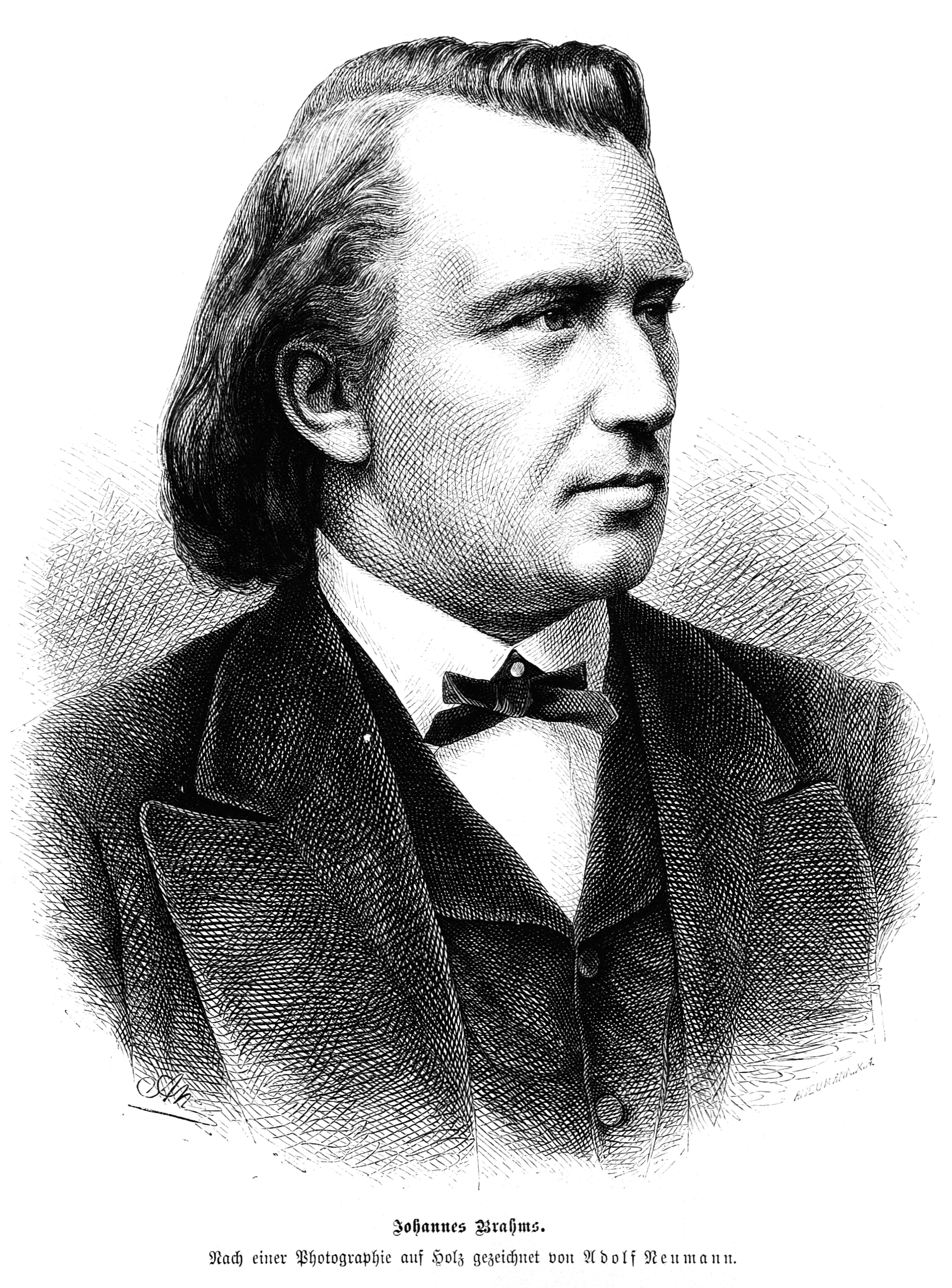
Johannes Brahms (aus: Die Gartenlaube 1880)

Ein erstes Engagement in Wien 1862 brachte Anerkennung und Lob. Brahms spielte bei einer privaten Abendveranstaltung sein 1. Klavierquartett in g-Moll mit Joseph Hellmesberger senior, worauf dieser begeistert ausrief: „Das ist der Erbe Beethovens!“ Mit dem Bonmot tat Brahms sich schwer; forderte es doch zu Vergleichen auf, bei denen er befürchtete, nicht als ebenbürtig betrachtet zu werden.
1863 nahm Brahms das Angebot an, Chormeister der Wiener Singakademie zu werden. 1864 gab er dieses Amt wieder ab, da er sich dessen Belastungen nicht länger gewachsen fühlte.
Zu den in der Folgezeit entstandenen Werken gehört das Deutsche Requiem, das nicht den lateinischen Texten der heiligen Messe folgt, sondern Bibeltexte in deutscher Sprache vertont. Die Uraufführung in Bremen 1868 wurde enthusiastisch gefeiert. Dagegen geriet die Veröffentlichung der Ungarischen Tänze, bei denen Brahms auf zum Allgemeingut gehörende Zigeunerweisen zurückgegriffen hatte, fast zum Skandal: Zwar erreichte Brahms mit ihnen ein deutlich breiteres Publikum als mit seinen anderen Werken, doch meldeten sich plötzlich andere Musiker zu Wort (darunter sein alter Freund Reményi) und reklamierten sich als Urheber der Musik.

### Brahms und die Schweiz
Als Pianist, auf einer seiner vielen Konzertreisen in den ersten Eisenbahnen und in der Postkutsche, kam Brahms 1864 in die Schweiz. In Winterthur, beim Musikverleger Jakob Melchior Rieter-Biedermann, begegnete er dem jungen Dirigenten Friedrich Hegar, und 1865 hörte ihn hier der junge Schriftsteller Josef Victor Widmann, mit dem ihn später eine lange Freundschaft verband. Es war im November 1865 in Zürich, als Brahms zwei seiner Werke uraufführte: seine Paganini-Variationen für Klavier op. 35, sowie das Horntrio op. 40, bei welchem Friedrich Hegar die Geige und Anton Gläss das Horn spielten. In Zürich fand Brahms weitere lebenslange Freundschaften. Zu seinen ersten Freunden hier zählte der musikalisch gebildete Theodor Billroth, Professor für Chirurgie an der Universität Zürich, der dann 1867 an die Universität Wien wechselte.
Den Sommer 1866 verbrachte er in Fluntern ob Zürich. Verschiedene Teile seines Deutschen Requiems, begonnen nach dem Tod seiner Mutter (2. Februar 1865), entstanden hier, und der nachkomponierte fünfte Satz «Ihr habt nun Traurigkeit» wurde in Zürich am 7. September 1868 in Anwesenheit des Komponisten und seines Vaters improvisiert geprobt mit Friedrich Hegar, der Altistin Ida Suter-Weber und dem Gemischten Chor Zürich. Von Zürich aus schickte Brahms das Werk nach Winterthur an den Musikverlag Rieter-Biedermann. Zum Freundeskreis von Brahms in Zürich und Winterthur gehörten zu dieser Zeit auch Gottfried Keller, die Wagner-Mäzene Mathilde und Otto Wesendonck und die Komponisten Theodor Kirchner, Hermann Goetz und Johann Carl Eschmann.
Kurz nach den ersten Aufführungen in Bremen und Leipzig wurde das Deutsche Requiem an Karfreitag und Ostersonntag 1869 mit dem Gemischten Chor Zürich und dem Tonhalle-Orchester aufgeführt. Auf das Jahr 1874 plante Hegar ein Musikfest, zu dem Brahms eingeladen wurde. Dieser leitete unter anderem die Aufführung seines Triumphliedes. Damals lernte er auch den Schriftsteller Josef Victor Widmann kennen, und bei einer Schifffahrt auf dem See suchte er sich in Rüschlikon eine Wohnung für die Sommermonate.
Drei weitere Sommer, 1886 bis 1888 verbrachte Brahms in Thun und weilte über die Wochenenden jeweils bei der Familie von Freund Widmann in Bern. Zu Brahms’ 60. Geburtstag im Mai 1893 begaben sich die Freunde Friedrich Hegar, Josef Victor Widmann und der junge Pianist Robert Freund mit ihm auf eine Italienreise, eine von acht Italienreisen Brahms’.
Werke Brahms’ wurden unter Friedrich Hegar oft aufgeführt. So stand sein Name zwischen 1868 und 1878 nicht weniger als 32 Mal auf den Programmen der Tonhalle-Gesellschaft. 1881 veranstaltete die Tonhalle-Gesellschaft ein Extrakonzert: neben anderen Werken wurde unter Brahms’ Leitung sein Werk Nänie uraufgeführt. Zur Eröffnung der neuen Tonhalle Zürich im Oktober 1895 dirigierte er nochmals sein Triumphlied und wurde mit einem Lorbeerkranz gefeiert. Es war sein letztes Dirigat.

### Umzug nach Wien

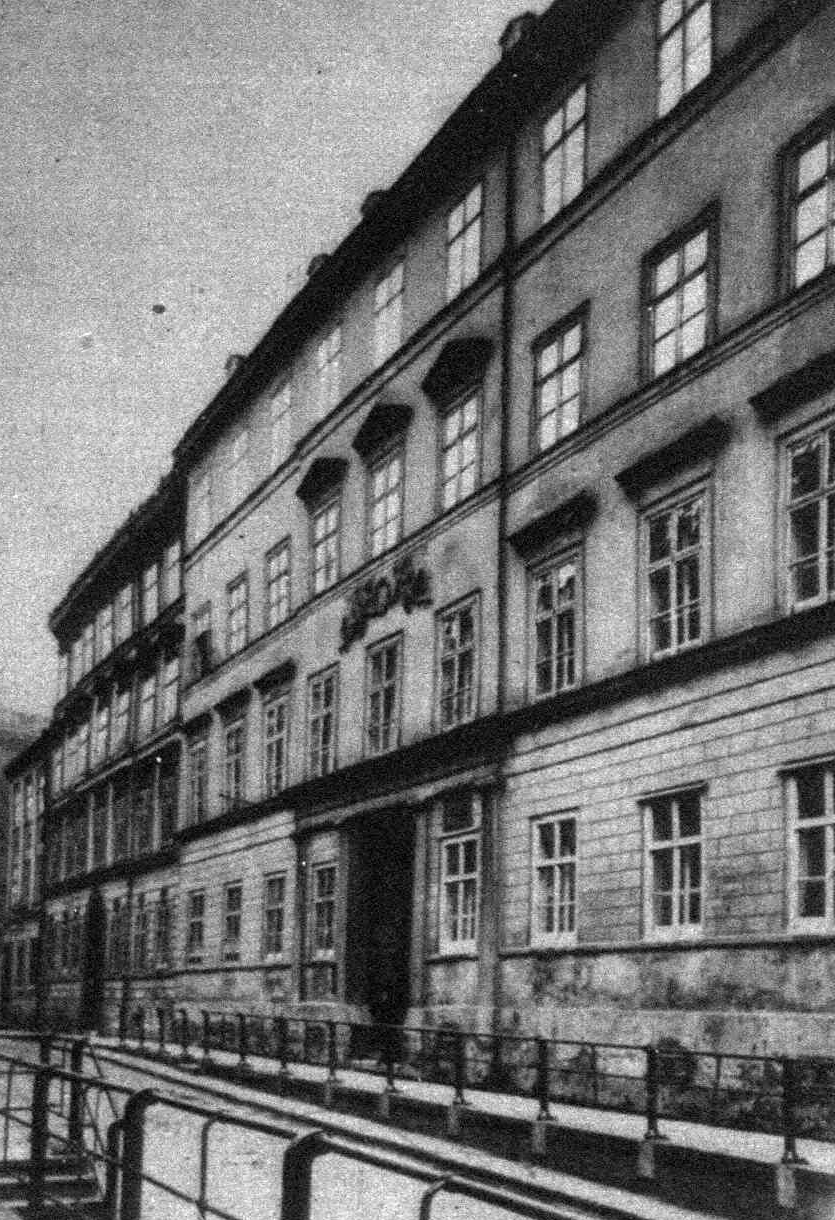
Wohn- und Sterbehaus von Brahms in der Karlsgasse 4, wo er seit dem 1. Jänner 1872 bis zu seinem Tod 1897 wohnte

Ende 1871 ließ sich Brahms endgültig in Wien nieder und bewohnte zwei (ab 1877 drei) Räume in der Wohnung Nr. 4 im Haus Karlsgasse 4 im Bezirk Wieden. Als Pianist war Brahms in jenen Jahren so erfolgreich, dass er seinen Lebensunterhalt auch ohne feste Anstellung bestreiten konnte. Gleichwohl übernahm er von 1872 bis 1875 die künstlerische Leitung der Gesellschaft der Musikfreunde in Wien. Auch verdienten er und seine Verleger mit seinen bereits erschienenen Kompositionen so viel, dass Simrock ihn bestürmte, ihm doch etwas Neues zur Veröffentlichung zu geben.
Freundschaft schloss Brahms in Wien unter anderem mit Heinrich von Herzogenberg, dessen Frau Elisabeth auch später noch in regem Briefwechsel Brahms’ Stücke vorab rezensierte, meist sogar vor Clara Schumann.
Am 4. November 1876 fand die Uraufführung der ersten Sinfonie in c-Moll op. 68 in Karlsruhe statt. Die Arbeit an diesem Werk hatte Brahms schon 1862 begonnen, aber erst 1876 bei einem Aufenthalt in Sassnitz auf Rügen vollendet. Am 30. Dezember 1877 folgte die Uraufführung der zweiten Sinfonie in D-Dur op. 73 in Wien. Im März 1878 erhielt Brahms die Ehrendoktorwürde der Universität Breslau. 1880 arbeitete er an zwei Ouvertüren, der Akademischen Festouvertüre op. 80 als Dank für die Breslauer Ehrendoktorwürde und der Tragischen Ouvertüre op. 81, von denen er sagte: „Die eine weint, die andere lacht.“
1883 war Brahms Gründungsmitglied des Ersten Wiener Hornistenclubs, aus dem später der Wiener Waldhornverein hervorging. Brahms war selbst Hornist und blieb in dem Verein aktiv.
Während eines mehrmonatigen Aufenthalts in Wiesbaden (früher „Geisbergstraße 19“, heute „Schöne Aussicht 7“) im Sommer 1883 komponierte er die dritte Sinfonie in F-Dur op. 90. Dieser Aufenthalt wurde ihm durch seine Freundschaft zu dem Ehepaar Rudolf und Laura von Beckerath ermöglicht, den Eltern des Malers Willy von Beckerath, von dem es viele Bildnisse von Brahms gibt. Die 3. Sinfonie wurde am 2. Dezember 1883 in Wien uraufgeführt. Die vierte Sinfonie in e-Moll op. 98 entstand während der Sommeraufenthalte 1884 und 1885 in Mürzzuschlag (Brahmsmuseum Mürzzuschlag) in der Steiermark. Ihre Uraufführung fand unter der Leitung von Hans von Bülow mit der Meininger Hofkapelle am 25. Oktober 1885 in Meiningen statt. Anschließend gingen Brahms und Bülow gemeinsam mit dem Stück auf eine Rheinland-Holland-Tournee, auf der auch Brahms einige Male die Hofkapelle dirigierte.

### Letzte Jahre

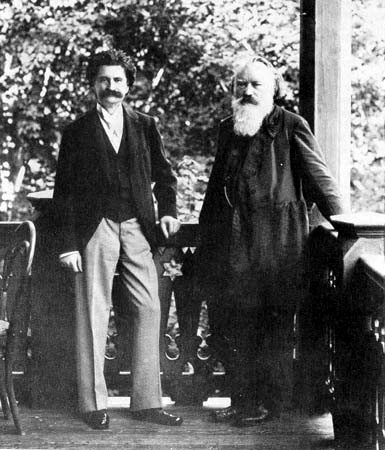
Brahms (rechts) mit Johann Strauss (Sohn) in Ischl (1894)

In der Folgezeit komponierte Brahms vornehmlich Kammermusik (Violin- und Cellosonaten). 1886 wurde er Ehrenpräsident des Wiener Tonkünstlervereins. In Meiningen, das er insgesamt 15 Mal besuchte, entwickelte er eine enge Freundschaft zum kunstsinnigen Herzogspaar Georg II. und Helene Freifrau von Heldburg, dem Dirigenten Fritz Steinbach und dem bekannten Klarinettisten Richard Mühlfeld, für den persönlich er das Trio für Klarinette, Violoncello und Klavier a-Moll op. 114 und das Klarinettenquintett h-Moll op. 115 schrieb (1891). Zu seinem Freundeskreis in Wien zählte auch der Hofopernsänger Gustav Walter, der mehrere seiner Lieder, begleitet von Brahms selbst, zur Uraufführung brachte.
Die letzten zwei Jahrzehnte seines Lebens war Brahms eine führende Persönlichkeit der internationalen Musikszene und wurde als Pianist, Dirigent und Komponist bewundert und verehrt. Zahlreiche Auszeichnungen und Ehrenmitgliedschaften wurden ihm verliehen, was Brahms mit den Worten kommentierte: „Wenn mir eine hübsche Melodie einfällt, ist mir das lieber als ein Leopoldsorden.“ 1889 wurde ihm die Ehrenbürgerschaft von Hamburg verliehen.
Im selben Jahr entstand ein Zeugnis besonderer Art: Am 2. Dezember 1889 spielte Brahms im Haus seines Freundes Richard Albert Fellinger (1848–1903) und dessen Frau Maria (1849–1925), die als Künstlerin den Komponisten porträtierte und von ihm Skulpturen und Plastiken schuf, einen Teil des Ungarischen Tanzes Nr. 1 auf dem Klavier und wurde dabei mit einem Phonographen aufgenommen. Die Aufnahme bietet trotz ihrer schlechten Qualität das einzige authentische Zeugnis von Brahms’ eigenem Klavierspiel. Zudem könnte die Ansage teilweise von ihm selbst gesprochen worden sein. Johannes Brahms zu Ehren initiierte der Dirigent Fritz Steinbach 1895, 1899 und 1903 unter Anwesenheit und Mitwirkung der internationalen Brahms-Gemeinde die Meininger Landesmusikfeste, wobei beim 1. Landesmusikfest im September 1895 Brahms selbst als Ehrengast zugegen war.
Brahms starb am 3. April 1897 am frühen Vormittag im Alter von 63 Jahren in seiner seit 1872 bewohnten Wohnung Karlsgasse 4 nach Angaben einiger Biografien an Leberkrebs, nach jüngeren Angaben an einem Pankreaskarzinom. Nach der Aufbahrung im Trauerhaus, wo ihm von Carl Kundmann die Totenmaske abgenommen und von Ludwig Michalek ein letztes Pastellbild angefertigt worden war, fand die Einsegnung am 6. April in der Lutherischen Stadtkirche statt. Er wurde in einem Ehrengrab auf dem Wiener Zentralfriedhof (Gruppe 32A, Nr. 26) bestattet. Das von der Bildhauerin Ilse Conrat (1880–1942) gestaltete Grabdenkmal wurde am 7. Mai 1903, dem 70. Geburtstag Brahms’, mit großer Feierlichkeit enthüllt.

## Instrumente
Johannes Brahms spielte hauptsächlich auf deutschen und Wiener Klavieren. In seinen frühen Jahren bespielte er ein Klavier der Hamburger Firma „Baumgarten & Heins“. 1856 schenkte ihm Clara Schumann einen Hammerflügel von Graf, den Brahms bis 1873 für seine Arbeit verwendete. Anschließend spendete er ihn der Gesellschaft der Musikfreunde; heute ist er im „Kunsthistorischen Museum“ in Wien ausgestellt. Später, 1864 schrieb er an Clara Schumann über die Anziehungskraft, die Streicher auf ihn ausübte. 1873 erhielt er das Streicher-Klavier op. 6713, das er bis zu seinem Tod in seinem Haus behielt. An Clara schrieb Brahms: „Dort [auf meinem Streicher] weiß ich immer genau, was ich schreibe und warum ich es auf die ein oder andere Art schreibe.“
In den 1880er Jahren spielte Brahms bei seinen öffentlichen Auftritten hauptsächlich auf einem Bösendorfer. Seine Bonner Konzerte spielte er 1880 auf einem Steinweg und 1883 auf einem Blüthner.

## Bedeutung als Komponist

### Einordnung

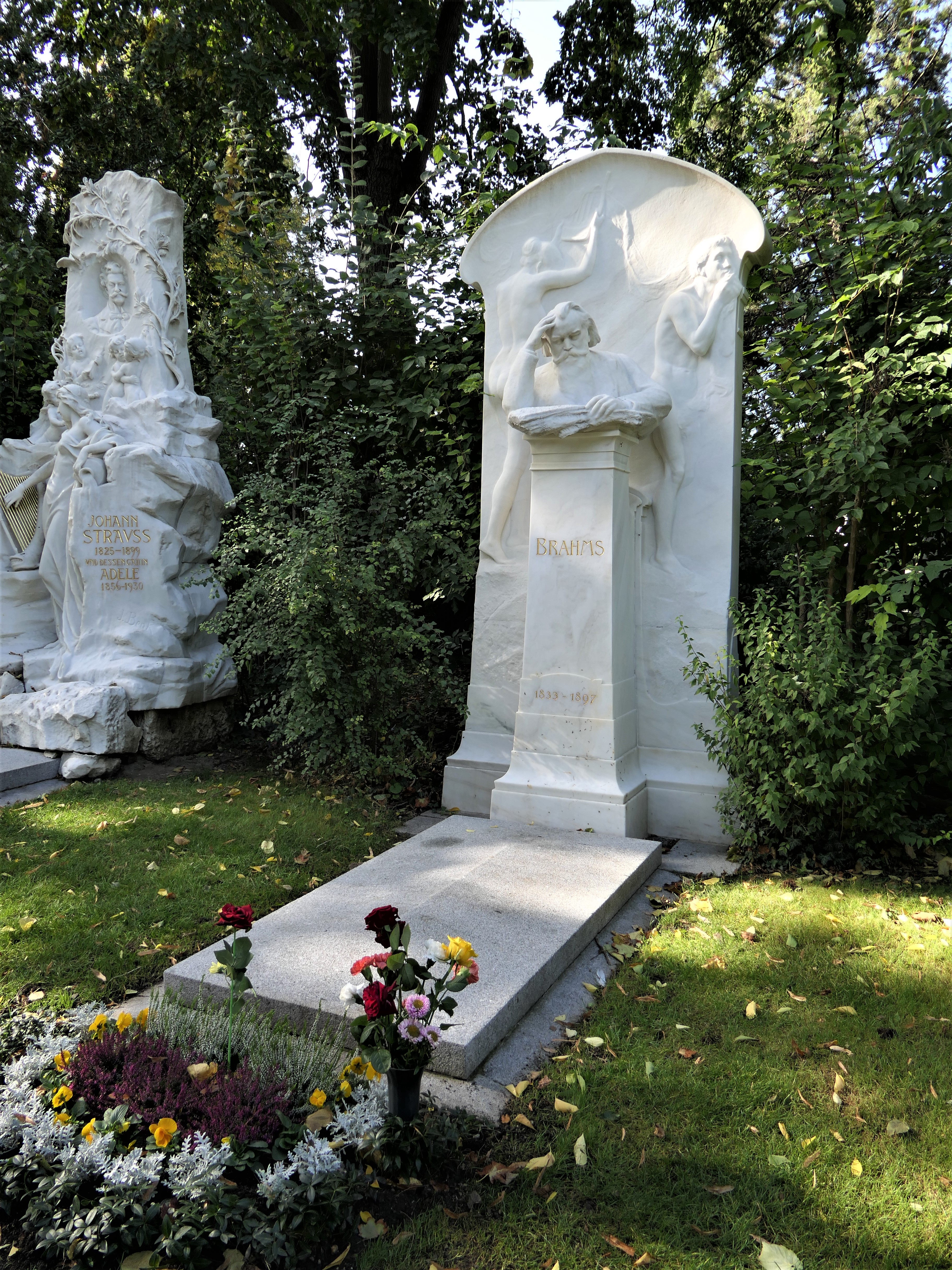
Johannes Brahms’ Ehrengrab auf dem Wiener Zentralfriedhof

Brahms’ Werk steht in einer gesamteuropäischen Musiktradition. Nicht nur Beethoven und die Komponisten der frühen Romantik wie Schumann hatten Einfluss auf seine Musik, sondern auch Bach, Händel und Palestrina. Brahms griff auf mittelalterliche Kirchentonarten und auch auf die niederländische Kanontechnik zurück. Er fühlte sich dem Vergangenen verpflichtet. Die von ihm vorgenommenen Abweichungen von der Tradition wurden in unauffälligen Schritten vollzogen. Obwohl Brahms im Wesentlichen tradierte Formen übernahm, schuf er ein unabhängiges und eigenständiges Werk.
Brahms wurde schon zu Lebzeiten und wird bis heute gelegentlich als „legitimer Nachfolger Ludwig van Beethovens“ bezeichnet. Hans von Bülow bemerkte, die erste Symphonie von Brahms sei „die Zehnte“ von Beethoven.
Musikwissenschaftliche Arbeiten sprechen bei ihm von drei Schaffensperioden: Die erste reiche bis zum Deutschen Requiem, die zweite bis zum zweiten Klavierkonzert und die dritte beginne mit der dritten Sinfonie. Für die erste Periode sei die romantische Grundeinstellung signifikant, die zweite sei durch einen stark klassischen Einschlag geprägt, und die dritte sei eine Verschmelzung dieser Grundeinstellungen miteinander.
Im sogenannten Musikstreit gehörte Brahms zu den Gegnern der Neudeutschen Schule, die die Programmmusik von Franz Liszt und Richard Wagner als musikalischen Fortschritt propagierte. Brahms war Traditionalist und bevorzugte, was er „dauerhafte Musik“ nannte: eine Musik, die dem historischen Wandel durch ihre spezifische Qualität entzogen sei.

### Rezeption
Mit seinen Sinfonien stellte Brahms nicht nur das allgemeine Publikum, sondern auch seine Freunde auf eine harte Probe, da sie teilweise keinen leichten Zugang bieten. Schon über seine erste Sinfonie notierte er: „Nun möchte ich noch die vermutlich sehr überraschende Mitteilung machen, dass meine Sinfonie lang und nicht gerade liebenswert ist.“ Auch bei den weiteren arbeitete Brahms mit Harmonien, die das Publikum nicht nachempfinden mochte. Eine Klavierprobe des ersten Satzes der komplexen vierten Sinfonie kommentierte Eduard Hanslick mit den Worten: „Den ganzen Satz über hatte ich die Empfindung, als ob ich von zwei schrecklich geistreichen Leuten durchgeprügelt würde.“ Unter den Musikkritikern war Gustav Dömpke in Königsberg ein großer Brahms-Verehrer.
Auslöser für eine Neubewertung seines Schaffens in der ersten Hälfte des 20. Jahrhunderts war der Aufsatz Brahms, the progressive von Arnold Schönberg (1933). Schönberg wies nach, dass Brahms seine Werke aus kleinsten motivischen Keimzellen abgeleitet hatte. Zur Auflösung der Tonalität trug der lange Zeit als Klassizist eingeschätzte Brahms indes ebenso bei durch die „zentripetale Harmonik“ seines Spätwerks (etwa in den späten Intermezzi op. 117 für Klavier): „Wurde Brahms von der Nachwelt zunächst als konservativer Bewahrer verstanden, so veränderte sich die Rezeption hin zum Bild des progressiven Erneuerers im Zeichen umfassender motivisch-thematischer Arbeit, wie es Arnold Schönberg mit fortdauernder Wirkung entworfen hatte“.
Zahlreiche Brahms-Werke sind von Filmschaffenden als Filmmusik verwendet worden. Harry Joelson-Strohbach veröffentlichte 2009 eine Tabelle mit 189 Filmen mit Musik von Brahms. In über sechzig Filmen wurde das Wiegenlied genutzt, in vielen Filmen der Ungarische Tanz Nr. 5 und ein Walzer (op. 39 Nr. 15).

## Ehrungen

### Auszeichnungen zu Lebzeiten
Nach Unterlagen des Brahms-Museums Hamburg und den zitierten Quellen
- Mitglied der Preußischen Akademie der Künste (1874)[31]
- Ehrendoktor der Schlesischen Friedrich-Wilhelms-Universität Breslau (1879)
- Mitglied der Académie royale des Sciences, des Lettres et des Beaux-Arts de Belgique[32]
- Ehrenbürger der Freien und Hansestadt Hamburg (1889), bis 1948 der einzige Künstler
- Zu seinem 60. Geburtstag ließ die Gesellschaft der Musikfreunde in Wien eine Johannes-Brahms-Medaille prägen (Überreichung am 13. Mai 1893)[A 4]
- Auswärtiges Mitglied der Académie des Beaux-Arts (1896)

Orden

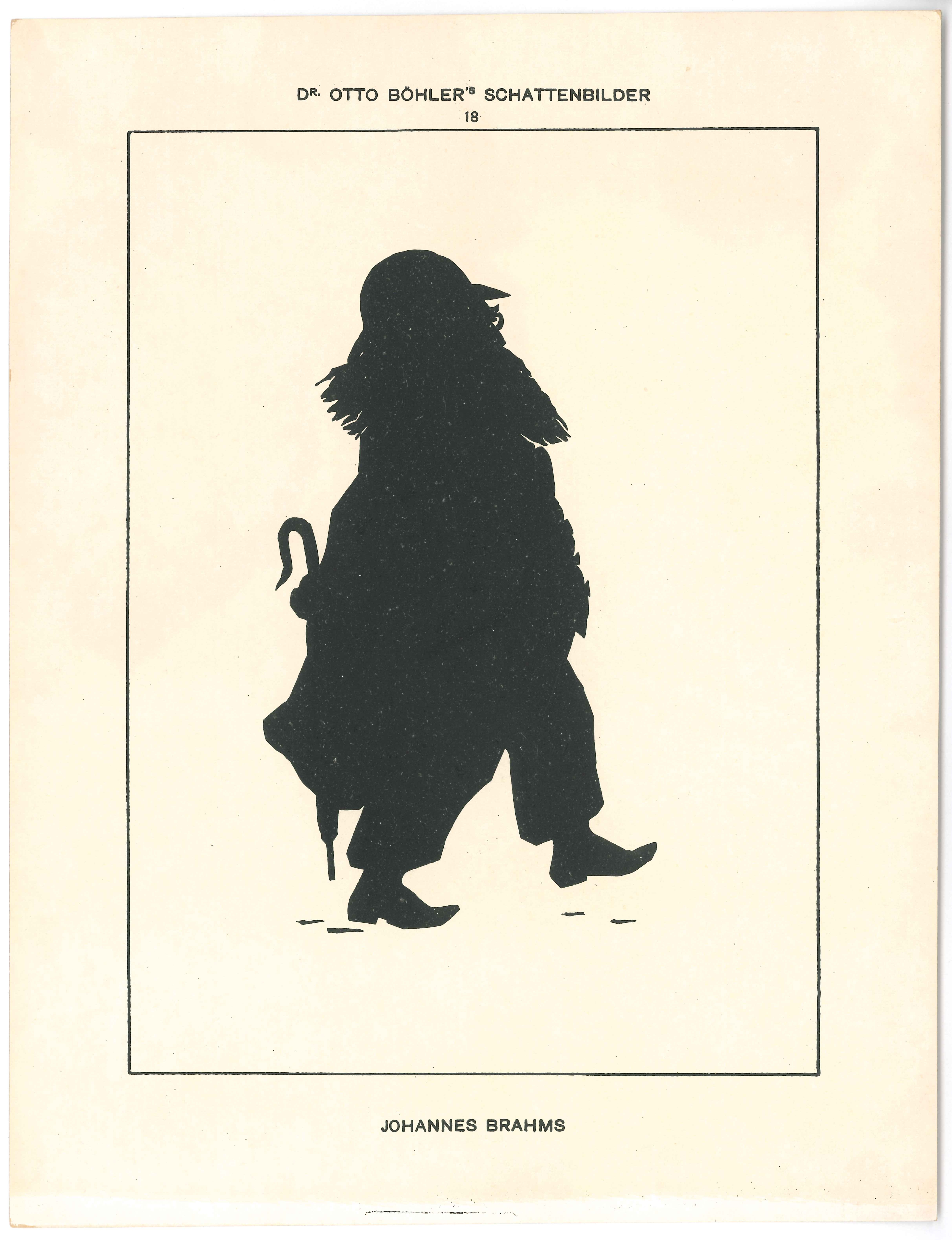
Johannes Brahms (Otto Böhler)

- Bayerischer Maximiliansorden für Wissenschaft und Kunst durch Ludwig II. (1874)
- Pour le Mérite (1887)
- Ritterkreuz des österreichisch-kaiserlichen Leopold-Ordens durch Kaiser Franz Joseph I. (6. Juni 1889)[A 5]
- Österreichisches Ehrenzeichen für Wissenschaft und Kunst durch Kaiser Franz Joseph I. (25. März 1896)[A 6]
- Herzoglich Sachsen-Ernestinischer Hausorden, Komtur
- Greifenorden, Komtur

Ehrenmitgliedschaften
- Gesellschaft der Musikfreunde in Wien (1875)
- Ehrenpräsidentschaft des Wiener Tonkünstler-Vereines (1886)
- Hamburger Tonkünstlerverein (1892)
- Neues Philharmonisches Orchester Hamburg (1892)
- Accademia Filarmonica
- Accademia Filarmonica Romana
- Maatschappij tot Bevordering der Toonkunst
- Beethoven-Haus
- Bach-Verein Harlem
- Dreyssigsche Singakademie, Dresden
- Lese- und Redehalle der deutschen Studenten in Prag
- Kolozsváry-Konservatorium in Klausenburg, Siebenbürgen

- Lemberger Musikverein
- Krefelder Musikverein
- Dresdner Tonkünstlerverein
- Philharmonische Gesellschaft in Laibach
- Beethoven-Club in Rio de Janeiro
- Sankt Petersburger Konservatorium
- Akademischer Gesangverein Wien, heute Universitätssängerschaft Barden zu Wien
- Leipziger Universitätssängerschaft zu St. Pauli (heute in Mainz)[33]
- Sängerschaft zu St. Pauli Jena
- Sängerschaft zu St. Pauli Jena et Burgundia Breslau in Münster (1881)[34]

### Postume Ehrungen
Denkmäler

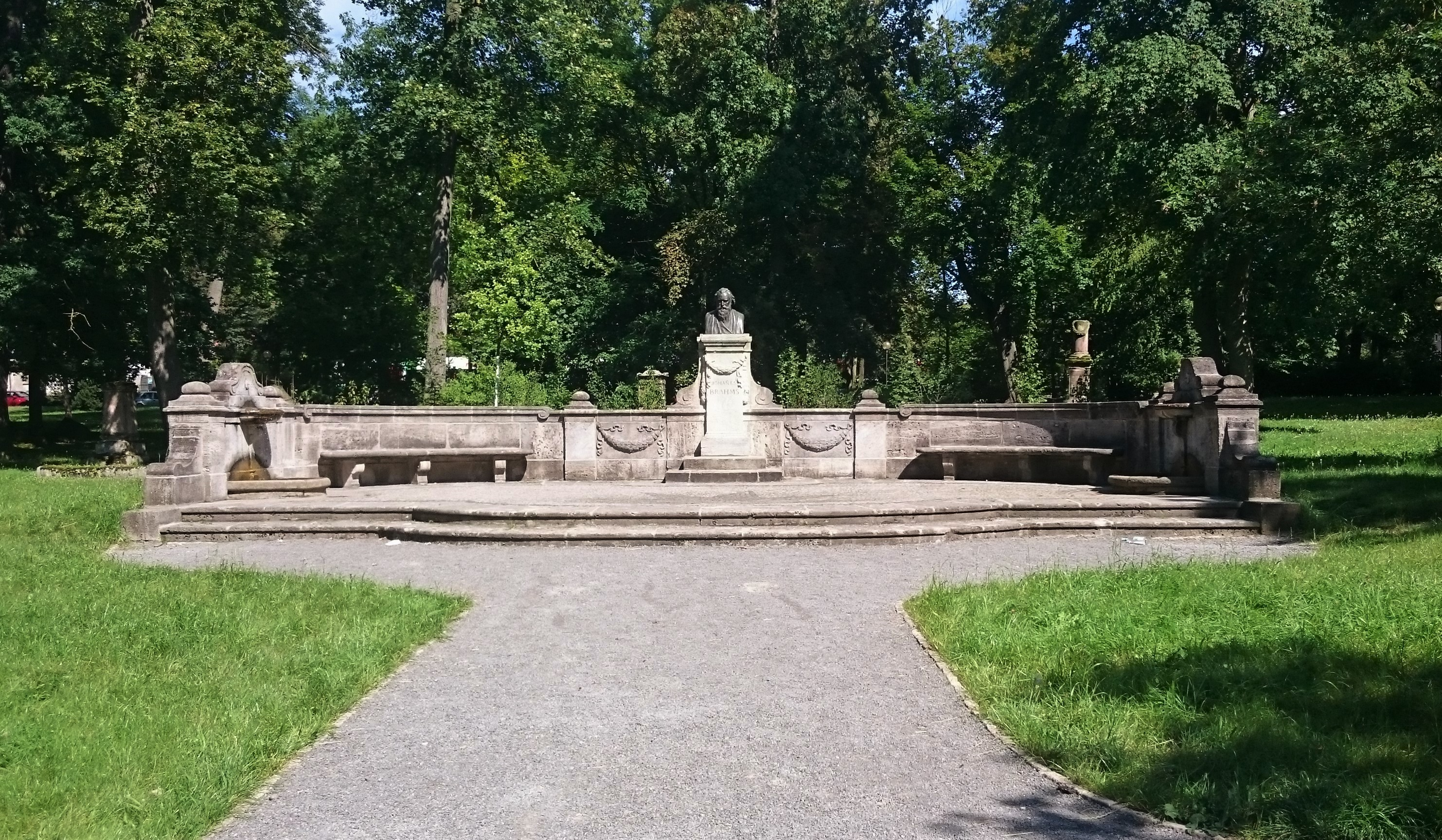
Denkmalanlage „Johannes Brahms“ im Englischen Garten von Meiningen

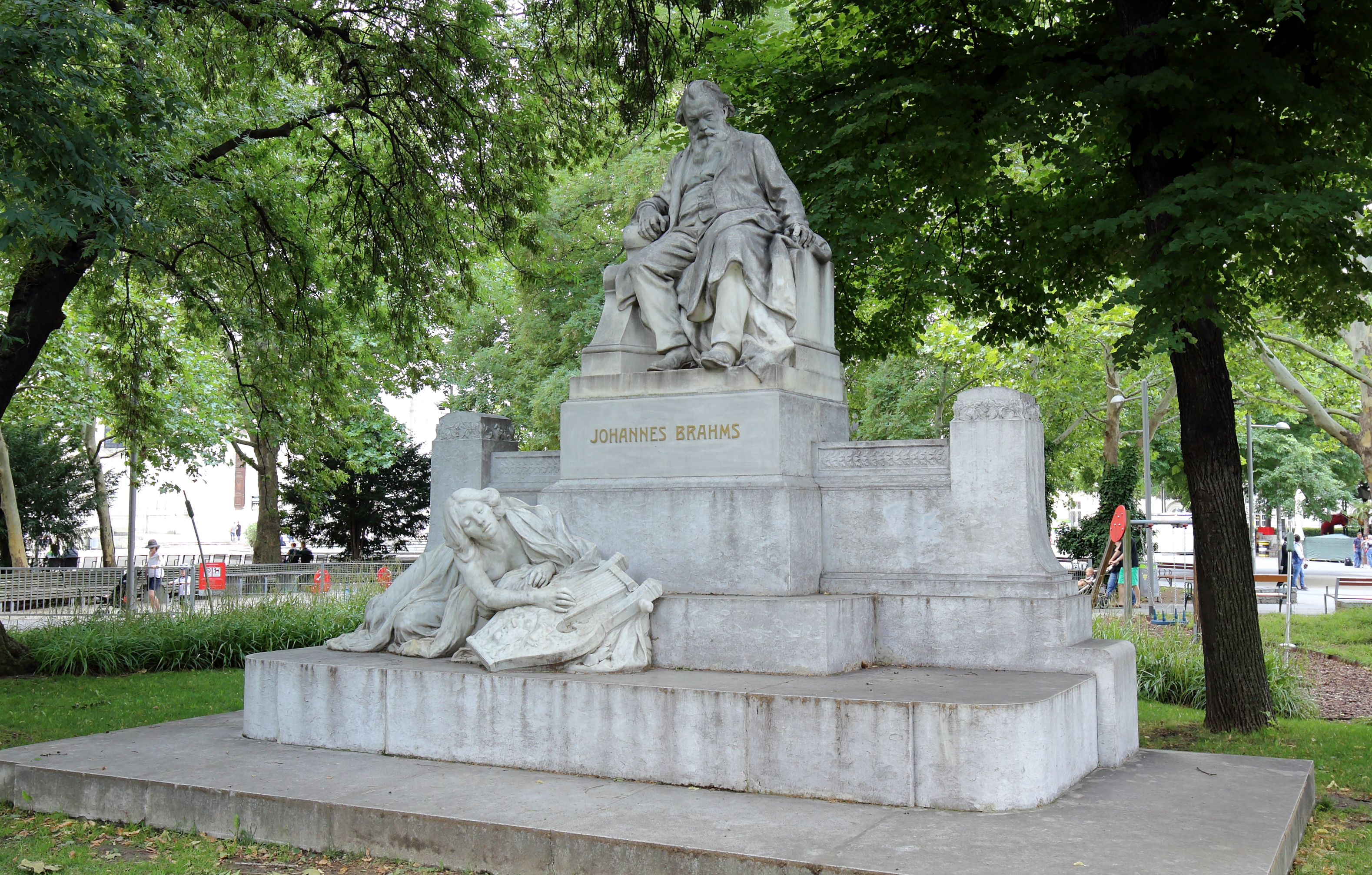
Denkmal am Karlsplatz in Wien

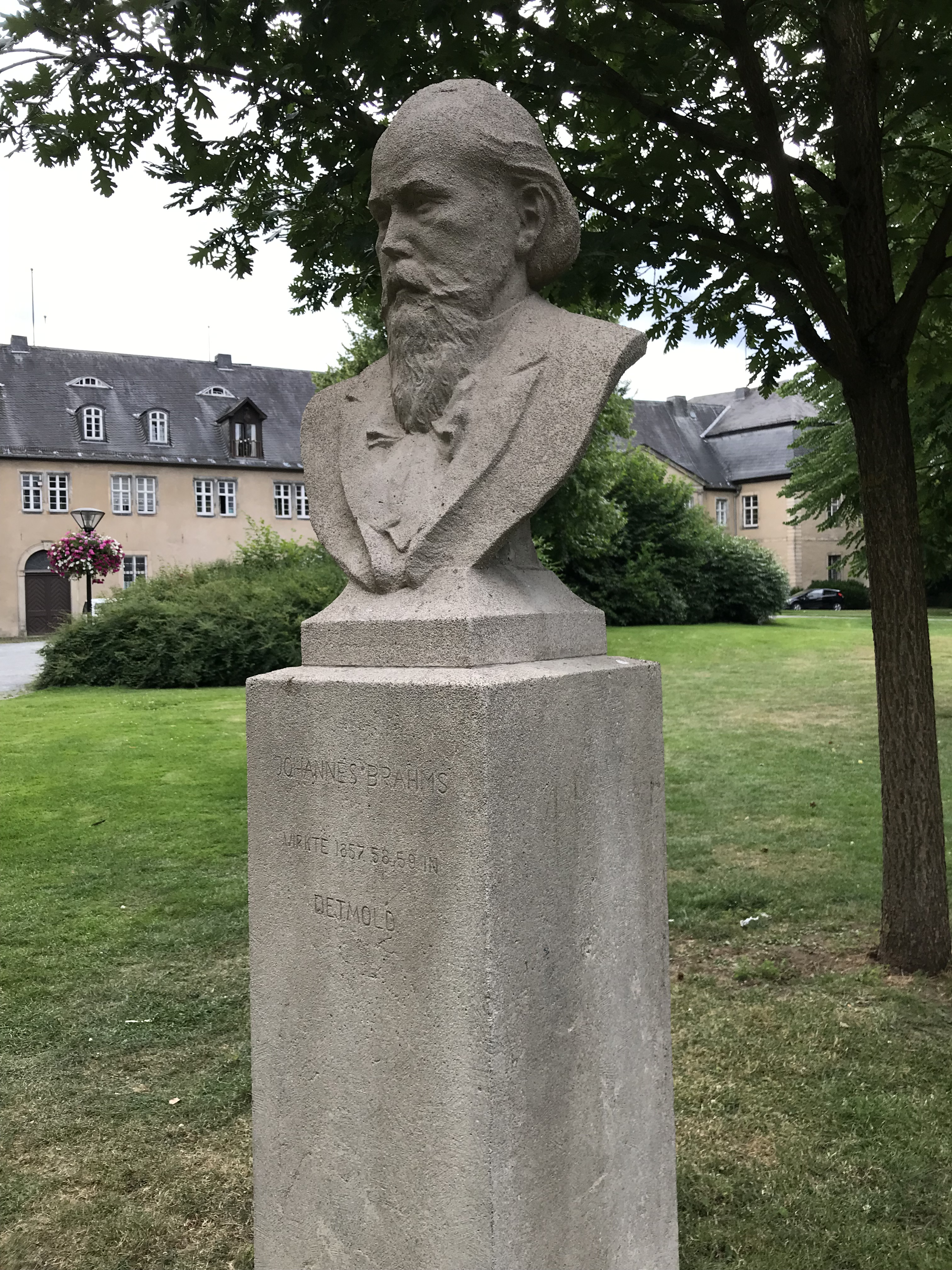
Denkmal in Detmold

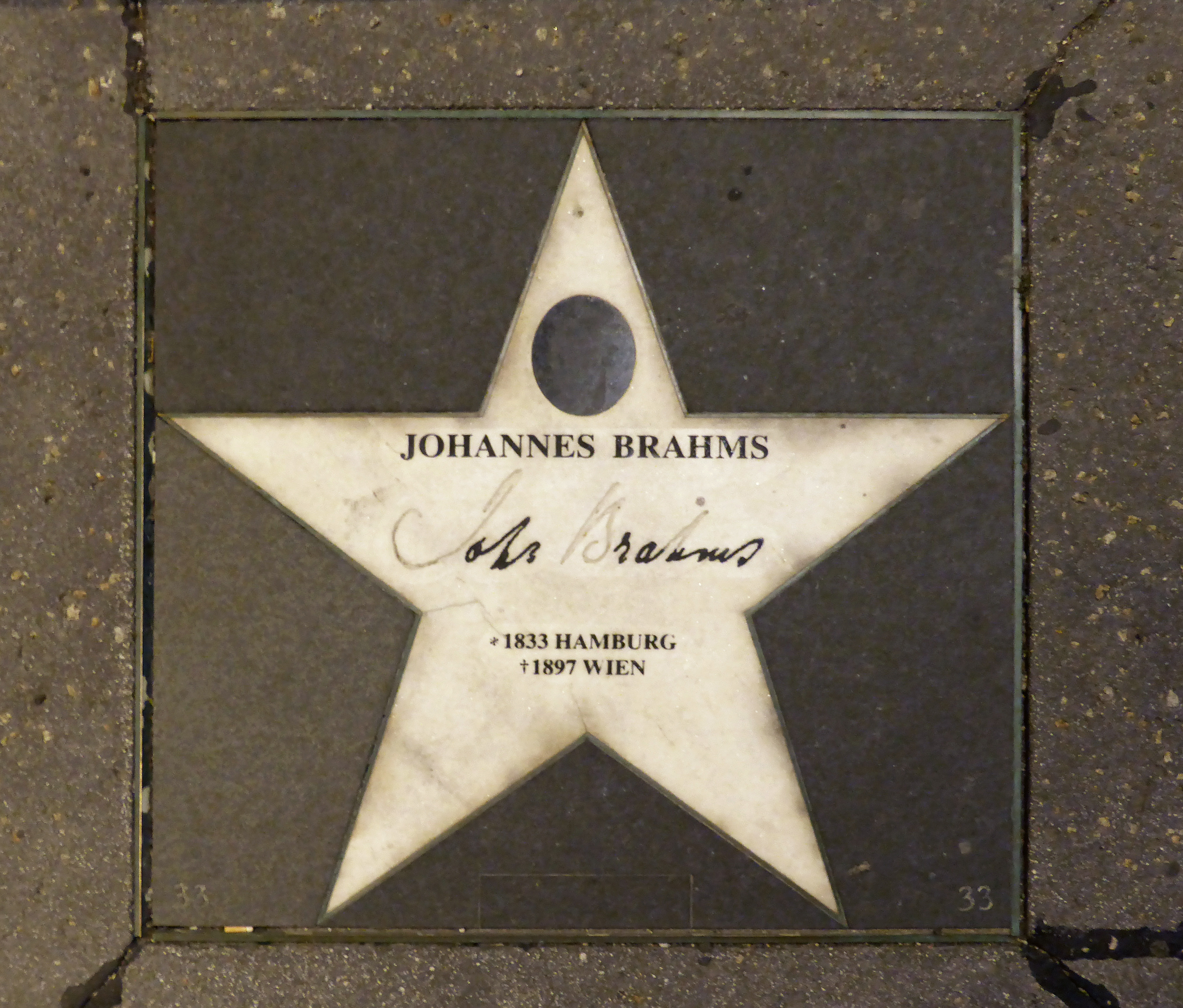
Musik Meile Wien

- Brahms-Denkmal am Brahmsquai in Thun. Die Bronzeplastik eines weiblichen Aktes mit dem Titel „Die Lauschende“ wurde von Hermann Hubacher geschaffen. Sie trägt im Volksmund den liebevollen Namen „Brahmsrösi“[35] und erinnert an Brahms Sommermonate der späten 1880er Jahren in Thun.
- Brahms-Denkmal im Englischen Garten von Meiningen, das erste in Deutschland erbaute Denkmal für Johannes Brahms, geschaffen 1899 von Adolf von Hildebrand.
- Marmor-Büste vom Ischler Bildhauer Leopold Petter (1903), Bad Ischl, Frieda-Raimann-Platz (Hof des Stadtmuseums).[36]
- Brahms-Denkmal am Karlsplatz in Wien von Rudolf Weyr; Enthüllung zu Brahms’ 75. Geburtstag am 7. Mai 1908.[37]
- Marmor-Denkmal von Max Klinger in der Laeiszhalle am Johannes-Brahms-Platz in Hamburg (1908/09)
- Porträtrelief im Hamburger Rathaus
- Brahms-Denkmal im Schlossgarten von Detmold, geschaffen vom Bildhauer Karl Schramm
- Skulpturen Hommage an Brahms von Maria Pirwitz und Granitwürfel mit vier Bildnissen von Thomas Darboven am Johannes-Brahms-Platz vor der Laeiszhalle in Hamburg (1981)
- Aufnahme in die Walhalla als 126. „rühmlich ausgezeichneter Teutscher“ und 13. Komponist, Büste von Milan Knobloch (2000)[38]
- Skulptur von Claus Görtz am Traveufer gegenüber der Musikhochschule Lübeck (2012)[39] Johannes Brahms Plastik Lübeck

Münzen und Briefmarken

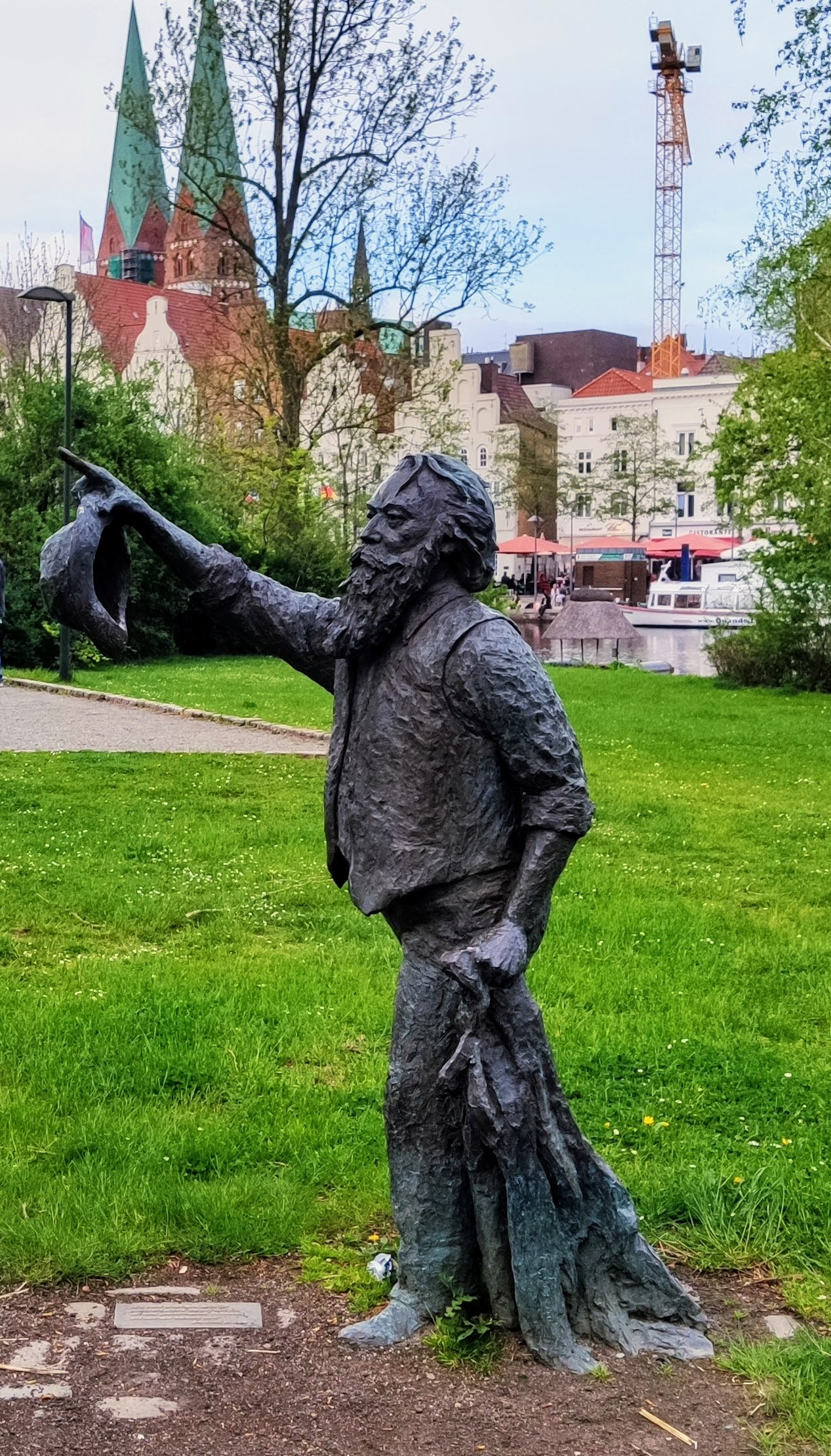
Johannes Brahms Plastik Lübeck

- 5-Mark-Gedenkmünze der DDR zum 75. Todestag (1972)
- Sondermarke der Deutschen Bundespost zum 150. Geburtstag (1983)
- Sondermarke der DDR 1,15 Mark zum 150. Geburtstag (1983)
- Sonderpostmarke der Österreichischen Post (6 Schilling; Entwurf und Stich von Otto Stefferl nach einem Porträt von Ludwig Michalek) zum 100. Todestag (1997)[40]

Brahms als Namensgeber
Schulen
- Johannes-Brahms-Gymnasium, Hamburg-Bramfeld
- Johannes-Brahms-Schule, ein Gymnasium in Pinneberg bei Hamburg
- Johannes-Brahms-Schule, Musikschule in Detmold, Horn und Bad-Meinberg
- Brahmsschule, eine Volksschule in Gmunden, Österreich.[41]

Astronomisches
- Impaktkrater Brahms auf dem Planeten Merkur[42]
- Asteroid (1818) Brahms

Geografisches
- Brahms Inlet, Bucht in der Antarktis (seit 1961)
- Brahms-Schelfeis in der Antarktis (seit 1977)

Straßen
- Brahmsstraße, Berlin, Charlottenburg-Wilmersdorf
- Brahmsstraße, Berlin, Steglitz-Zehlendorf
- Brahmsstraße, Karlsruhe, Mühlburg
- Brahmsstraße, Köln, Lindenthal
- Brahmsstraße, Bad Ischl
- Brahmsplatz, Wien, 4. Bezirk
- Brahmsplatz, Baden-Baden
- Brahmsallee, Hamburg, Harvestehude (seit 1899)
- Johannes-Brahms-Platz, Hamburg (seit 1997, zuvor Holstenplatz und Karl-Muck-Platz)

Weiteres
- Johannes-Brahms-Medaille der Stadt Hamburg (seit 1928)
- Konzertsaal „Johannes Brahms“ in Meiningen
- „Brahms-Saal“ im Wiener Musikverein
- Internationaler Johannes-Brahms-Wettbewerb in Pörtschach
- Brahms-Klavierwettbewerb Detmold[43]
- Brahms Kontor, Kontorhaus am Johannes-Brahms-Platz in Hamburg
- Johannes Brahms (Schiff)

Museen

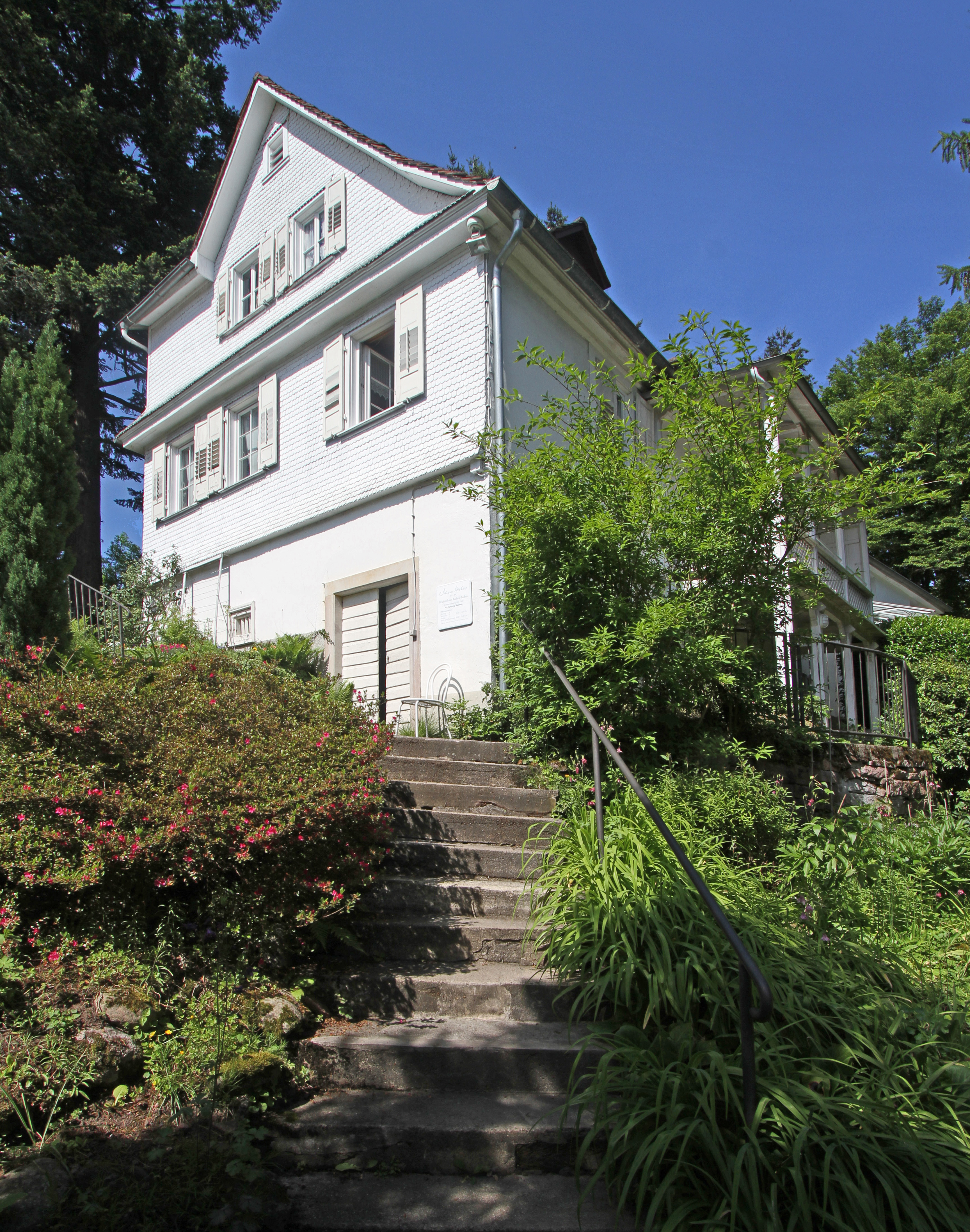
Brahms’ Wohnhaus in Baden-Baden 1865–1874

- Brahms-Museum Hamburg in der Peterstraße 39 in Hamburg, betreut von der Johannes-Brahms-Gesellschaft
- Brahmshaus in Baden-Baden, betreut von der Brahms-Gesellschaft Baden-Baden
- Brahmshaus, Lüttenheid 34, in Heide, Schleswig-Holstein, betreut von der Brahms-Gesellschaft
- Brahms-Gedenkstätte im Schloss Altenstein in Bad Liebenstein
- Brahmsgedenkraum in Wien-Mariahilf, Haydngasse 19[44]
- Brahms-Museum in Mürzzuschlag; auch Standort einer Büste von Maria Fellinger[45]

## Verschiedenes
Brahms war der engste Freund des Chirurgen Theodor Billroth. In seinem Hause lernte er Johann von Mikulicz kennen, mit dem er die vierhändigen Walzer op. 39 zur Erstaufführung brachte.
Brahms verbrachte zwischen 1880 und 1896 zahlreiche Sommer im Kurort Ischl und komponierte hier u. a. das 1. Streichquintett (1882), das Chorwerk Gesang der Parzen und das 2. Streichquintett (1890). Das Wiegenlied Guten Abend, gut’ Nacht (1868) jedoch komponierte er – entgegen einer Ischler Gedenktafel – nicht hier, sondern in Bonn.
Françoise Sagan veröffentlichte 1959 den Roman Aimez-vous Brahms? Die darauf basierende US-amerikanisch/französische Verfilmung Lieben Sie Brahms? erschien 1961.
In der Episode Planet der Unsterblichen (engl. Requiem for Methuselah) der Star-Trek Serie Raumschiff Enterprise treffen die Hauptcharakter Captain James T. Kirk, Mr. Spock und Dr. Leonard McCoy auf Flint. Er wurde im 4. Jahrtausend vor Christus geboren und konnte aufgrund seiner Unsterblichkeit mehrere Identitäten annehmen, zu denen Methusalem, Salomon, Alexander der Große, Lazarus, Leonardo da Vinci und auch Johannes Brahms gehören. Dieser Umstand wird u. a. mit einem unbekannten Walzer von Brahms aufgezeigt, den Mr. Spock aufgrund der Handschrift als originales Werk identifiziert und spielt. Dieser Walzer wurde von Ivan Ditmars komponiert.
In den 1970er Jahren coverte der Musikproduzent Frank Farian das Streichsextett Nr. 1 mehrfach für sich selbst und für Gilla (Sängerin), u. a. als An mir soll es nicht liegen, Atlantica und My Decision. 2006 verwendete Farian die Melodie für das Lied A Moment Of Love von Boney M.
Stefan Haenni veröffentlichte 2010/22 den Musikkrimi Brahmsrösi. Der Roman thematisiert Brahms Aufenthalte am Thunersee und die Wirren um die Originalpartitur der sogenannten Thuner Sonate (Violinsonate Nr. 2 A-Dur op. 100).

## Werke

### Orchesterwerke

#### Sinfonien
- Sinfonie Nr. 1 c-Moll op. 68 (1876)
- Sinfonie Nr. 2 D-Dur op. 73 (1877)
- Sinfonie Nr. 3 F-Dur op. 90 (1883)
- Sinfonie Nr. 4 e-Moll op. 98 (1885)

#### Instrumentalkonzerte
- Klavierkonzert Nr. 1 d-Moll op. 15 (1859)
- Klavierkonzert Nr. 2 B-Dur op. 83 (1881)
- Violinkonzert D-Dur op. 77 (1879)
- Doppelkonzert für Violine und Violoncello a-Moll op. 102 (1887)

#### Andere Orchesterwerke
- Serenade Nr. 1 D-Dur op. 11 (1860)
- Serenade Nr. 2 A-Dur op. 16 (1860)
- Variationen über ein Thema von Haydn op. 56a (1874)
- 21 Ungarische Tänze (für Klavier, zwei- und vierhändig, Nr. 1, 3 und 10 1874 und 1876 von Brahms orchestriert)
- Akademische Festouvertüre c-Moll op. 80 (1880)
- Tragische Ouvertüre d-Moll op. 81 (1880)

### Klaviermusik

#### Für zwei Hände
- Albumblatt a-Moll o. op. (1853)[50]
- Sonate Nr. 1 C-Dur op. 1 (1853)
- Sonate Nr. 2 fis-Moll op. 2 (1854)
- Scherzo in es-Moll op. 4 (1854)
- Sonate Nr. 3 f-Moll op. 5 (1854)
- Variationen über ein Thema von Robert Schumann op. 9 (1854)
- Gavotte WoO posth. 3 (1854-55)
- 2 Gigues WoO posth. 4 (1855)
- 2 Sarabanden WoO posth. 5 (1854-55)
- Vier Balladen op. 10 (1856)
- Thema und Variationen d-Moll op. 18b (1860), Bearbeitung des 2. Satzes des Streichsextetts Nr. 1 op. 18
- Variationen über ein eigenes Thema op. 21/1 (1861)
- Variationen über ein ungarisches Lied op. 21/2 (1861)
- Variationen und Fuge über ein Thema von Händel op. 24 (1862)
- Variationen über ein Thema von Paganini (zwei Hefte) op. 35 (1866)
- Sechzehn Walzer op. 39 (1865)[A 7]
- 10 Ungarische Tänze WoO 1 (1872 Bearbeitung des vierhändigen Originals von 1869, siehe unten)
- Acht Klavierstücke op. 76 (1879)
- Zwei Rhapsodien op. 79 (1880)
- Sieben Fantasien op. 116 (1892)
- Drei Intermezzi op. 117 (1892)
- Sechs Klavierstücke op. 118 (1893)
- Vier Klavierstücke op. 119 (1893)
  - Ossip Gabrilowitsch spielt das Intermezzo Nr. 3 C-Dur op. 119 für Welte-Mignon am 4. Juli 1905. *1602 kBⓘ/?
- 51 Klavierübungen (1893)

#### Für die linke Hand allein
- Bearbeitung von Johann Sebastian Bachs Chaconne aus der d-Moll-Partita[51]

#### Für vier Hände
- Souvenir de la Russie, WoO
- Serenade Nr. 1 op. 11 für Klavier zu vier Händen
- Serenade Nr. 2 für Klavier zu vier Händen op. 16 (1875)
- 21 Ungarische Tänze (1869 und 1880)
- Variationen über ein Thema von Schumann in Es-Dur, op. 23 (1863)
- 16 Walzer, op. 39
- 18 Liebeslieder (Walzer), op. 52 a
- 15 Neue Liebeslieder (Walzer), op. 65 a

#### Für zwei Klaviere
- Sonate f-Moll, op. 34b (nach seinem f-Moll-Klavierquintett, op. 34)
- Variationen über ein Thema von Joseph Haydn op. 56b (Bearbeitung des op. 56a für Orchester)
- Fünf Walzer aus op. 39, Ausgabe für zwei Klaviere zu vier Händen vom Komponisten für Frau Seraphine Tausig bearbeitet

### Kammermusik mit Klavier

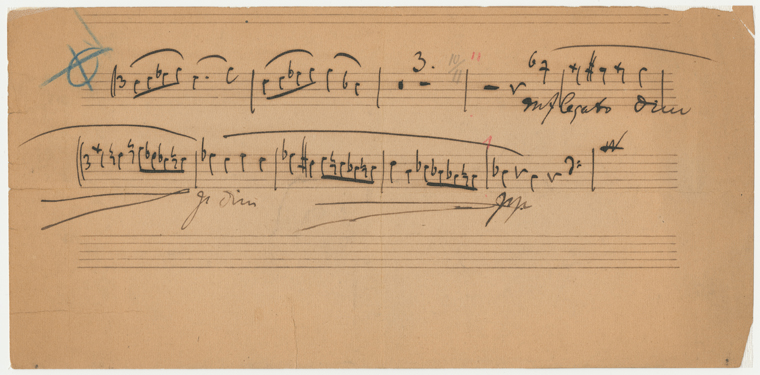
Autograph des Klaviertrios Nr. 2 C-Dur op. 87 (Fragment)

- Klaviertrio A-Dur (vermutlich um 1853, Brahms nur zugeschrieben)
- Klaviertrio Nr. 1 H-Dur op. 8 (1854, Neufassung 1891)
- Klavierquartett Nr. 1 g-Moll op. 25 (1863)
- Klavierquartett Nr. 2 A-Dur op. 26 (1863)
- Klavierquintett f-Moll op. 34 (1865)
- Sonate für Klavier und Violoncello Nr. 1 e-Moll op. 38 (1865)[3]
- Trio für Horn, Violine und Klavier Es-Dur op. 40 (1865)
- Klavierquartett Nr. 3 c-Moll op. 60 (1875)
- Sonate für Klavier und Violine Nr. 1 G-Dur op. 78 (1879)
- Klaviertrio Nr. 2 C-Dur op. 87 (1880)
- Sonate für Violoncello und Klavier Nr. 2 F-Dur op. 99 (1886)
- Violinsonate A-Dur op. 100 für Klavier und Violine (1886)
- Klaviertrio Nr. 3 c-Moll op. 101 (1887)
- Sonate für Klavier und Violine Nr. 3 d-Moll op. 108 (1889)
- Klarinettentrio a-Moll op. 114 (1891)
- 2 Sonaten für Klavier und Klarinette (Viola) f-Moll, Es-Dur op. 120 (1894)[52]
  - Die beiden Sonaten wurden von Stephan Koncz orchestriert und 2025 von Daniel Ottensamer unter der Leitung von Koncz mit dem Deutschen Symphonie-Orchester Berlin eingespielt.[53]
- Scherzo c-Moll für Violine und Klavier WoO 2 (1853, aus der FAE-Sonate, einer Gemeinschaftskomposition von Brahms, Schumann und Albert Dietrich)

### Kammermusik ohne Klavier
- Streichsextett Nr. 1 B-Dur op. 18 (1859/60)
- Streichsextett Nr. 2 G-Dur op. 36 (1866)
- Streichquartett Nr. 1 c-Moll op. 51/1 (1873)
- Streichquartett Nr. 2 a-Moll op. 51/2 (1873)
- Streichquartett Nr. 3 B-Dur op. 67 (1876)
- Streichquintett Nr. 1 F-Dur op. 88 (1882)
- Streichquintett Nr. 2 G-Dur op. 111 (1891)
- Klarinettenquintett h-Moll op. 115 (1891)

### Orgelwerke
- Fuge as-Moll WoO 8
- Präludium und Fuge a-Moll WoO 9
- Präludium und Fuge g-Moll WoO 10
- Choralvorspiel und Fuge über „O Traurigkeit, o Herzeleid“ WoO 7
- Elf Choralvorspiele op. posth. 122

### Chorwerke
- Postillons Morgenlied (~1847/50?) für Männerchor (aufgefunden 2010 im Stadtarchiv Celle). Text: Wilhelm Müller
- Die goldenen Brücken (1853) für Männerchor (aufgefunden 2010 im Stadtarchiv Celle). Text: Emanuel Geibel
- Missa Canonica op. posth. (1856-, Fragment). Später teilweise in der Motette op. 74,1 verwendet
- Ave Maria für Frauenchor und Orchester- oder Orgelbegleitung op. 12 (1858)
- Begräbnisgesang op. 13 für Chor und Bläser (1860), Incipit: Nun lasst uns den Leib begraben, auch als Orgelfassung von Karl Michael Komma
- Vier Gesänge für Frauenchor mit Begleitung von 2 Hörnern und Harfe op. 17 (1860)
- Marienlieder für gemischten Chor op. 22 (1859)
- Der 13. Psalm für dreistimmigen Frauenchor mit Begleitung der Orgel oder des Pianoforte op. 27 (1859)
- Zwei Motetten op. 29 (1857–1860): „Es ist das Heil uns kommen her“ op. 29,1 und „Schaffe in mir Gott ein rein Herz“ op. 29,2 (Psalm 51, 12–14)
- Geistliches Lied op. 30 (1856)
- Drei geistliche Chöre für Frauenstimmen ohne Begleitung op. 37 (1859/1863)
- Fünf Lieder für vierstimmigen Männerchor op. 41 (1861-62?)
- Drei Gesänge für sechsstimmigen Chor a cappella op. 42 (1859–1861), darunter: Vineta op. 42 Nr. 2 (1860) nach einem Gedicht von Wilhelm Müller und Darthulas Grabesgesang op. 42 Nr. 3 nach Ossian
- Zwölf Lieder und Romanzen für Frauenchor op. 44
- Ein deutsches Requiem op. 45 (1866/67 und 1868 (Satz 5))
- Rinaldo op. 50 (1869)
- Liebeslieder-Walzer op. 52 (1868) und Neue Liebeslieder op. 65 (1874). Texte: Georg Friedrich Daumer
- Rhapsodie für Alt, Männerchor und Orchester über ein Fragment aus Goethes „Harzreise im Winter“ op. 53 (1869)
- Schicksalslied op. 54 (1871). Text: Friedrich Hölderlin
- Triumphlied op. 55 (1871). Text: aus der Offenbarung des Johannes
- Sieben Lieder für gemischten Chor op. 62 (1874)
- Zwei Motetten op. 74 (1878): Warum ist das Licht gegeben dem Mühseligen? op. 74,1 und „O Heiland, reiß die Himmel auf“
- Nänie op. 82 (1881). Text: Friedrich Schiller
- Gesang der Parzen op. 89 (1882). Text: Johann Wolfgang von Goethe
- Lieder und Romanzen für vierstimmigen gemischten Chor op. 93a (1883/84)
- Tafellied von Joseph von Eichendorff für sechsstimmigen gemischten Chor mit Klavier op. 93b (1884)
- Zigeunerlieder op. 103 und 112 für 4 Singstimmen und Klavier
- Fünf Gesänge für gemischten Chor a cappella op. 104 (1888)
- Fest- und Gedenksprüche a cappella op. 109, „Seiner Magnificenz dem Herrn Bürgermeister Dr. Carl Petersen in Hamburg verehrungsvoll zugeeignet“ (1888)
- Drei Motetten op. 110 (1889)
- 13 Kanons für Frauenstimmen op. 113 (tw. 1863)
- 14 Volkslieder für gemischten Chor ohne Begleitung WoO 34 (1857–58; 1863–64)

Von edler Art, Mit Lust tät ich ausreiten, Bei nächtlicher Weil, Vom heiligen Märtyrer Emmerano, Täublein weiß, Ach lieber Herre Jesu Christ, Sankt Raphael, In Stiller Nacht, Abschiedslied, Der tote Knabe, Die Wollust in den Maien, Morgengesang, Schnitter Tod, Der englische Jäger
- 12 Volkslieder für gemischten Chor ohne Begleitung WoO 35 (1863–64)

 Scheiden, Wach auf, Erlaube mir, Der Fiedler, Da unten im Tale, Des Abends, Wach auf, Dort in den Weiden, Altes Volkslied, Der Ritter und die Feine, Der Zimmergesell, Altdeutsches Kampflied

### Lieder (ein- und mehrstimmig)
Mit Opuszahl

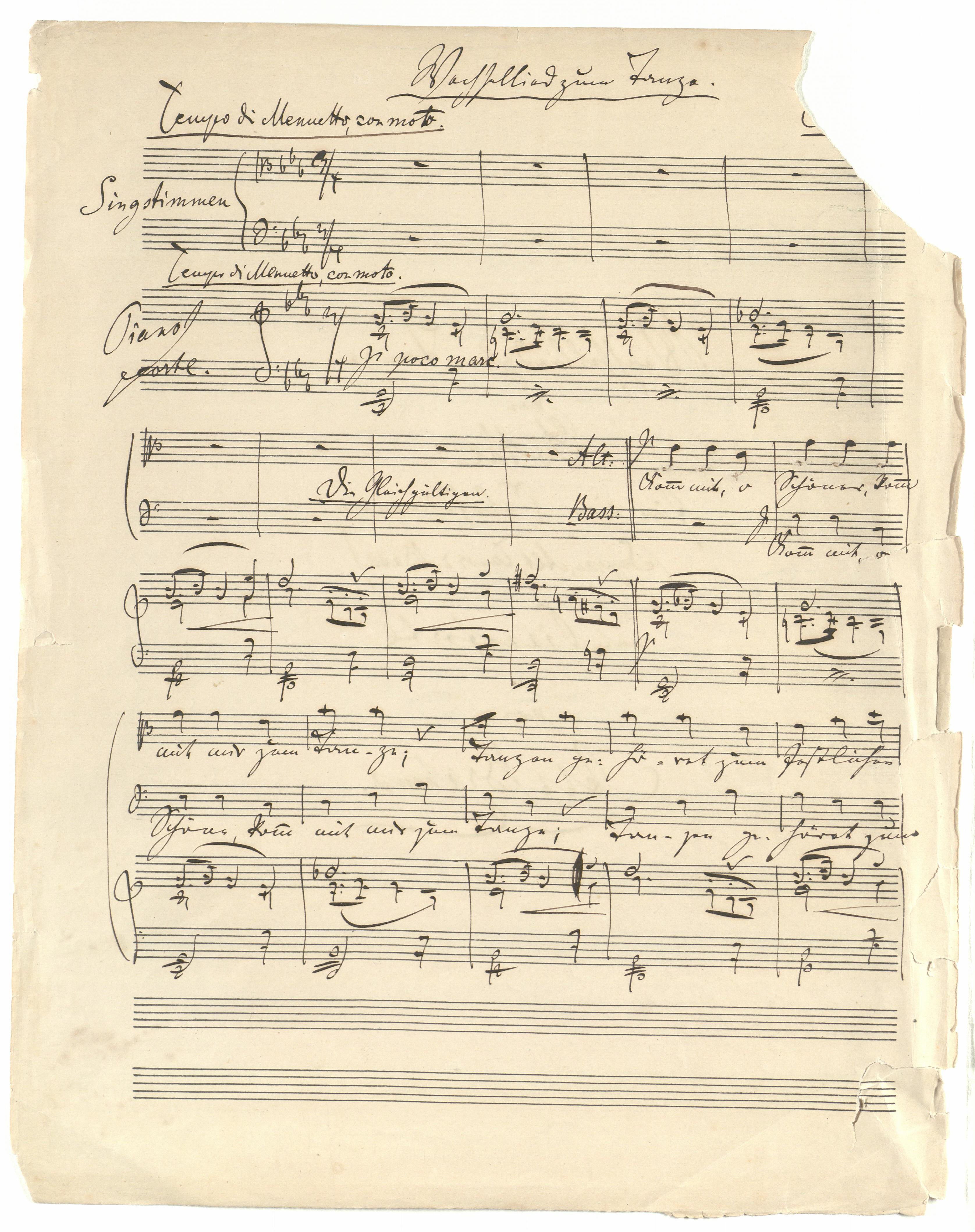
Brahms-Autograph (Wechsellied zum Tanze op. 31,1) aus dem Nachlass Theodor Avé-Lallemants

- Sechs Gesänge für eine Tenor- oder Sopranstimme und Klavier op. 3. Bettina von Arnim gewidmet. (1852–53)
Liebestreu, Liebe und Frühling I, Liebe und Frühling II, Lied (Weit über das Feld), In der Fremde, Lied (Lindes Rauschen in den Wipfeln)
- Sechs Gesänge für eine Tenor- oder Sopranstimme und Klavier op. 6. Luise und Minna Japha gewidmet. (1852–53)
Spanisches Lied, Der Frühling, Nachwirkung, Juchhe!, Wie die Wolke nach der Sonne, Nachtigallen schwingen lustig
- Sechs Gesänge für eine Singstimme und Klavier op. 7. Albert Dietrich gewidmet. (1851–53)
Treue Liebe, Parole, Anklänge, Volkslied, Die Trauernde, Heimkehr
- Acht Lieder und Romanzen für eine Singstimme und Klavier op. 14 (1858)
Vor dem Fenster, Vom verwundeten Knaben, Murrays Ermordung, Ein Sonett, Trennung, Gang zum Liebsten, Ständchen, Sehnsucht (Mein Schatz ist nicht da)
- Vier Gesänge op. 17 (1860)
Es tönt ein voller Harfenklang, Lied von Shakespeare, Der Gärtner, Gesang aus Fingal

- Fünf Gedichte für eine Singstimme und Klavier op. 19
Der Kuß, Scheiden und Meiden, In der Ferne, Der Schmied, An eine Aeolsharfe
- Drei Duette für Sopran und Alt mit Klavier op. 20
- Vier Duette für Alt und Bariton mit Klavier op. 28
- Drei Quartette für vier Solostimmen (SATB) mit Klavier op. 31
- Neun Lieder und Gesänge für eine Singstimme und Klavier op. 32
Wie rafft ich mich auf in der Nacht, Nicht mehr zu dir zu gehen, Ich schleich umher, Der Strom, der neben mir verrauschte, Wehe, so willst du mich wieder, Du sprichst, daß ich mich täuschte, Bitteres zu sagen denkst du, So stehn wir, ich und meine Weide, Wie bist du, meine Königin
- Julius Stockhausen gewidmet. Romanzen aus L. Tieck’s Magelone für eine Singstimme mit Pianoforte. op. 33 (1861–1869).
Keinen hat es noch gereut, Traun! Bogen und Pfeil sind gut für den Feind, Sind es Schmerzen, sind es Freuden, Liebe kam aus fernen Landen, So willst du des Armen, Wie soll ich die Freuden, die Wonne denn tragen?, War es dir, dem diese Lippen bebten, Wir müssen und trennen, geliebtes Saitenspiel, Ruhe, Süßliebchen, im Schatten, Verzweiflung, Wie schnell verschwindet so im Licht als Glanz, Muß es eine Trennung geben, Sulima, Wie froh und frisch mein Sinn sich hebt, Treue Liebe dauert lange[54]
- Vier Gesänge für eine Singstimme und Klavier op. 43
Von ewiger Liebe, Die Mainacht, Ich schell mein Horn, Das Lied vom Herrn von Falkenstein
- Vier Lieder für eine Singstimme und Klavier op. 46
Die Kränze, Magyarisch, Die Schale der Vergessenheit, An die Nachtigall

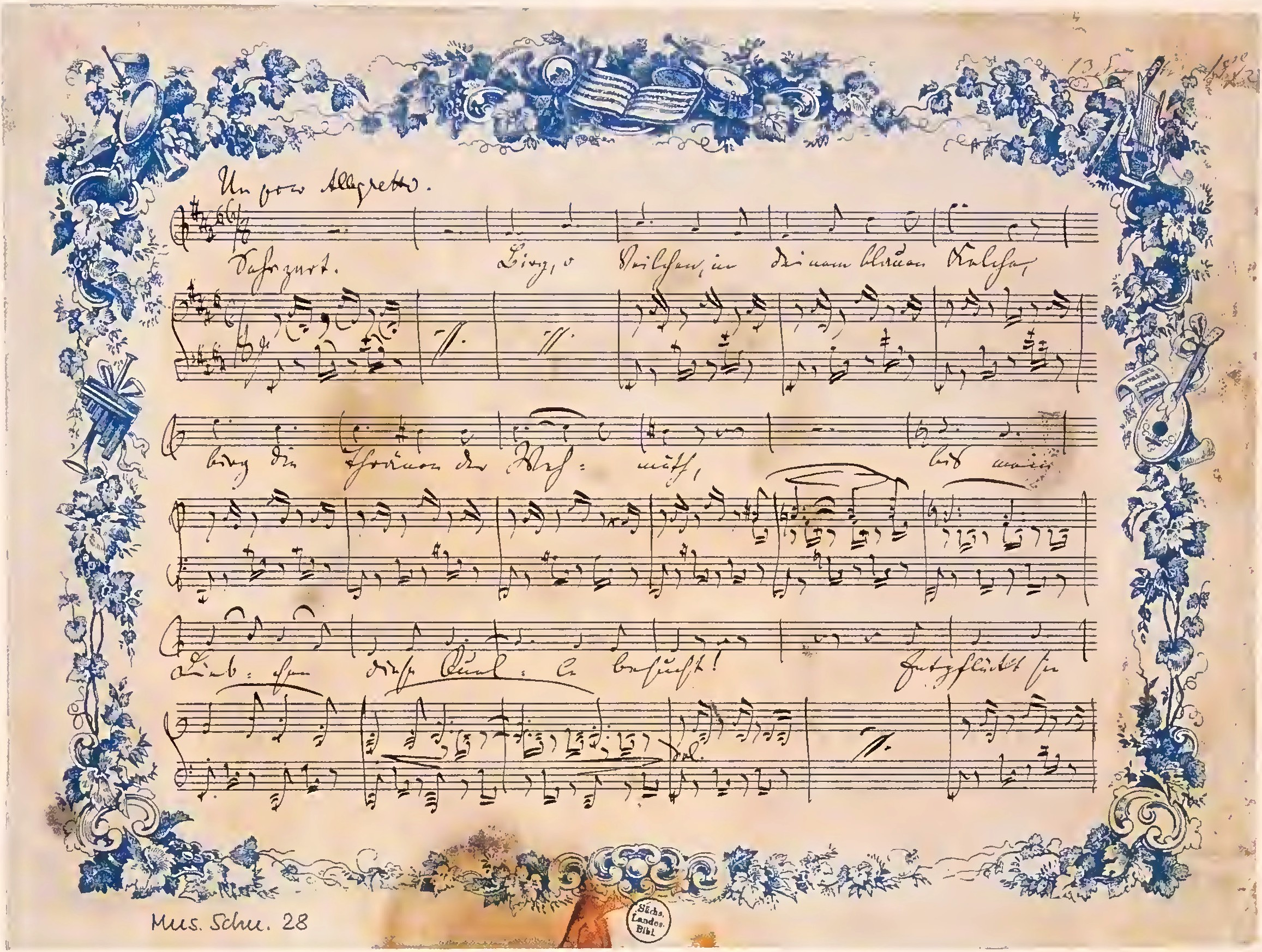
An ein Veilchen. Finales Manuskript

- Fünf Lieder für eine Singstimme und Klavier op. 47
Botschaft, Liebesglut, Sonntag, O liebliche Wangen, Die Liebende schreibt
- Sieben Lieder für eine Singstimme und Klavier op. 48
Der Gang zum Liebchen, Der Überläufer, Liebesklage des Mädchens, Gold überwiegt die Liebe, Trost in Tränen, Vergangen ist mir Glück und Heil, Herbstgefühl

- Fünf Lieder für eine Singstimme und Klavier op. 49
Am Sonntag Morgen, An ein Veilchen, Sehnsucht (Hinter jenen dichten Wäldern), Wiegenlied, Abenddämmerung
- Acht Lieder und Gesänge für eine Singstimme und Klavier op. 57
Von waldbekränzter Höhe, Wenn du nur zuweilen lächelst, Es träumte mir, ich sei dir teuer, Ach, wende diesen Blick, In meiner Nächte Sehnen, Strahlt zuweilen auch ein mildes Licht, Die Schnur, die Perl' an Perle, Unbewegte, laue Luft
- Acht Lieder und Gesänge für eine Singstimme und Klavier op. 58
Blinde Kuh, Während des Regens, Die Spröde, O komme, holde Sommernacht, Schwermut, In der Gasse, Vorüber, Serenade (Leise, um dich nicht zu wecken)
- Acht Lieder und Gesänge für eine Singstimme und Klavier op. 59
Dämmrung senkte sich von oben, Auf dem See (Blauer Himmel, blaue Wogen), Regenlied (Walle, Regen, walle nieder), Nachklang, Agnes, Eine gute, gute Nacht, Mein wundes Herz, Dein blaues Auge
- Vier Duette für Sopran und Alt mit Klavier op. 61
- Neun Lieder und Gesänge für eine Singstimme und Klavier op. 63
Frühlingstrost, Erinnerung, An ein Bild, An die Tauben, Junge Lieder I, Junge Lieder II, Heimweh I, Heimweh II, Heimweh III
- Quartette für vier Solostimmen mit Klavier op. 64
- Fünf Duette für Sopran und Alt mit Klavier op. 66
- Neun Gesänge für eine Singstimme und Klavier op. 69
Klage I, Klage II, Abschied, Des Liebsten Schwur, Tambourliedchen, Vom Strande, Über die See, Salome, Mädchenfluch
- Vier Gesänge für eine Singstimme und Klavier op. 70
Im Garten am Seegestade, Lerchengesang, Serenade (Liebliches Kind, kannst du mir sagen), Abendregen
- Fünf Gesänge für eine Singstimme und Klavier op. 71
Es liebt sich so lieblich im Lenze, An den Mond, Geheimnis, Willst du, daß ich geh?, Minnelied
- Fünf Gesänge für eine Singstimme und Klavier op. 72
Alte Liebe, Sommerfäden, O kühler Wald, Verzagen, Unüberwindlich
- Balladen und Romanzen für zwei Singstimmen mit Klavier op. 75 (1877/78)
- Fünf Romanzen und Lieder für eine oder zwei Singstimmen und Klavier op. 84
Sommerabend, Der Kranz, In den Beeren, Vergebliches Ständchen, Spannung
- Sechs Lieder für eine Singstimme und Klavier op. 85
Sommerabend, Mondenschein, Mädchenlied (Ach, und du mein kühles Wasser), Ade!, Frühlingslied, In Waldeinsamkeit
- Sechs Lieder für eine tiefere Singstimme und Klavier op. 86
Therese, Feldeinsamkeit, Nachtwandler, Über die Heide, Versunken, Todessehnen
- Zwei Gesänge für eine Altstimme mit Bratsche und Klavier op. 91
- Quartette für Sopran, Alt, Tenor und Bass mit Klavier op. 92
- Fünf Lieder für eine tiefe Singstimme und Klavier op. 94
Mit vierzig Jahren, Steig auf, geliebter Schatten, Mein Herz ist schwer, Sapphische Ode, Kein Haus, keine Heimat
- Sieben Lieder für eine Singstimme und Klavier op. 95
Das Mädchen (Am jüngsten Tag ich aufersteh), Bei dir sind meine Gedanken, Beim Abschied, Der Jäger, Vorschneller Schwur, Mädchenlied, Schön war, das ich dir weihte
- Vier Lieder für eine Singstimme und Klavier op. 96
Der Tod, das ist die kühle Nacht, wir wandelten, Es schauen die Blumen, Meerfahrt
- Sechs Lieder für eine Singstimme und Klavier op. 97
Nachtigall, Auf dem Schiffe, Entführung, Dort in den Weiden, Komm bald, Trennung
- Acht Zigeunerlieder für eine Singstimme mit Klavierbegleitung op. 103. Nach dem Ungarischen von Hugo Conrat.
He, Zigeuner, greife in die Saiten, Hochgetürmte Rimaflut, Wißt ihr, wann mein Kindchen, Lieber Gott, du weißt, Brauner Bursche führt zum Tanze, Röslein dreie in der Reihe, Kommt dir manchmal in den Sinn, Rote Abendwolken ziehn
- Fünf Lieder für eine tiefere Singstimme und Klavier op. 105
Wie Melodien zieht es mir, Immer leiser wird mein Schlummer, Klage, Auf dem Kirchhofe, Verrat
- Fünf Lieder für eine Singstimme und Klavier op. 106
Ständchen (Der Mond steht über dem Berge), Auf dem See (An dies Schifflein schmiege, holder See), Es hing der Reif, Meine Lieder, Ein Wanderer
- Fünf Lieder für eine Singstimme und Klavier op. 107
An die Stolze, Salamander (Text: Karl Lemcke), Das Mädchen spricht, Maienkätzchen, Mädchenlied (Auf die Nacht in der Spinnstub’n)
- Quartette für Sopran, Alt, Tenor und Bass mit Klavier op. 112 I Sehnsucht (Text: Franz Kugler) II Nächtens (Text: Franz Kugler) III Vier Zigeunerlieder (Text: Nach dem Ungarischen von Hugo Conrat) Nr. 1: Himmel strahlt so helle und klar, Nr. 2: Rothe Rosenknospen künden schon des Lenzes Triebe, Nr. 3: Brennessel steht an Wegesrand, Nr. 4: Liebe Schwalbe, kleine Schwalbe

- Vier ernste Gesänge für eine Baßstimme und Klavier op. 121. Max Klinger gewidmet.
Denn es gehet dem Menschen wie dem Vieh (aus Prediger Salomo, Kap. 3), Ich wandte mich, und sahe an (aus Prediger Salomo, Kap. 4), O Tod, wie bitter bist du (aus Jesus Sirach, Kap. 41), Wenn ich mit Menschen- und mit Engelszungen (aus 1. Korinther, Kap. 13)

Ohne Opuszahl
- Mondnacht WoO 21
- Regenlied (Regentropfen aus den Bäumen fallen) WoO posth. 23
- Volkskinderlieder für eine Singstimme und Klavier WoO 31, den Kindern Robert und Clara Schumanns gewidmet
  - Dornröschen
  - Die Nachtigall
  - Der Mann
  - Sandmännchen
  - Die Henne
  - Heidenröslein
  - Das Schlaraffenland
  - Beim Ritt auf dem Knie
  - Der Jäger in dem Walde
  - Wiegenlied
  - Das Mädchen und die Hasel
  - Weihnachten
  - Marienwürmchen
  - Dem Schutzengel
- Deutsche Volkslieder für eine Singstimme und Klavier WoO 33
  - Sagt mir, o schönste Schäf'rin mein
  - Erlaube mir, fein’s Mädchen
  - Gar lieblich hat sich gesellet
  - Guten Abend, guten Abend, mein tausiger Schatz
  - Die Sonne scheint nicht mehr
  - Da unten im Tale
  - Gunhilde lebte gar stille und fromm
  - Ach, englische Schäferin
  - Es war eine schöne Jüdin
  - Es ritt ein Ritter
  - Jungfräulein, soll ich mit euch gehn
  - Feinsliebchen, du sollst mir nicht barfuß gehn
  - Wach auf, mein Hort
  - Maria ging aus wandern
  - Schwesterlein, Schwesterlein
  - Wach auf mein' Herzensschöne
  - Ach Gott, wie weh tut Scheiden
  - So wünsch ich ihr ein gute Nacht
  - Nur ein Gesicht auf Erden lebt
  - Schönster Schatz, mein Engel
  - Es ging ein Maidlein zarte
  - Wo gehst du hin, du Stolze?
  - Der Reiter spreitet seinen Mantel aus
  - Mir ist ein schön’s braun’s Maidelein
  -  Mein Mädel hat einen Rosenmund
  - Ach könnt’ ich diesen Abend
  - Ich stand auf hohem Berge
  - Es reit’ ein Herr und auch sein Knecht
  - Es war ein Markgraf über'm Rhein
  - All' mein' Gedanken
  - Dort in den Weiden steht ein Haus
  - So will ich frisch und fröhlich sein
  - Och Moder, ich well en Ding han
  - Wie komm ich denn zur Tür herein (We kumm ich dann de Pooz erenn)
  - Soll sich der Mond nicht heller scheinen
  - Es wohnet ein Fiedler
  - Du mein einzig Licht
  - Des Abends kann ich nicht schlafen geh’n
  - Schöner Augen schöne Strahlen
  - Ich weiß mir’n Maidlein
  - Es steht ein' Lind
  - In stiller Nacht, zur ersten Wacht
  - Es stunden drei Rosen
  - Dem Himmel will ich klagen
  - Es saß ein schneeweiß Vögelein
  - Es war einmal ein Zimmergesell
  - Es ging sich unsre Fraue
  - Nachtigall, sag, was für Grüß
  - Verstohlen geht der Mond auf

### Briefwechsel
Alle Bände herausgegeben von der Deutschen Brahms-Gesellschaft, Berlin 1907–1920;

alle Digitalisate im Internet Archive
- Bd. 1 (1907): Johannes Brahms im Briefwechsel mit Heinrich und Elisabet von Herzogenberg. Hrsg. von Max Kalbeck (Digitalisat; Digitalisat der 2., durchgesehenen Auflage 1908)
- Bd. 2 (1907): Johannes Brahms im Briefwechsel mit Heinrich und Elisabet von Herzogenberg. Hrsg. von Max Kalbeck (Digitalisat)
- Bd. 3 (1908): Johannes Brahms im Briefwechsel mit Karl Reinthaler, Max Bruch, Hermann Deiters, Friedrich Heimsoeth, Karl Reinecke, Ernst Rudorff, Bernhard und Luise Scholz. Hrsg. von Wilhelm Altmann (Digitalisat)
- Bd. 4 (1908): Johannes Brahms im Briefwechsel mit J. O. Grimm. Hrsg. von Richard Barth (Digitalisat)
- Bd. 5 (1908): Johannes Brahms im Briefwechsel mit Joseph Joachim, 1. Bd. Hrsg. von Andreas Moder (Digitalisat)
- Bd. 6 (1908): Johannes Brahms im Briefwechsel mit Joseph Joachim, 2. Bd. Hrsg. von Andreas Moder (Digitalisat)
- Bd. 7 (1910): Johannes Brahms im Briefwechsel mit Hermann Levi, Friedrich Gernsheim sowie den Familien Hecht und Fellinger. Hrsg. von Leopold Schmidt (Digitalisat)
- Bd. 8 (1915): Johannes Brahms. Briefe an Joseph Viktor Widmann, Ellen und Ferdinand Vetter, Adolf Schubring. Hrsg. von Max Kalbeck (Digitalisat)
- Bd. 9 (1917): Johannes Brahms. Briefe an P. J. Simrock und Fritz Simrock, Bd. 1. Hrsg. Max Kalbeck (Digitalisat)
- Bd. 10 (1917): Johannes Brahms. Briefe an P. J. Simrock und Fritz Simrock, Bd. 2. Hrsg. Max Kalbeck (Digitalisat)
- Bd. 11 (1919): Johannes Brahms. Briefe an P. J. Simrock und Fritz Simrock, Bd. 3. Hrsg. Max Kalbeck (Digitalisat)
- Bd. 12 (1919): Johannes Brahms. Briefe an P. J. Simrock und Fritz Simrock, Bd. 4: Briefe an Fritz Simrock. Hrsg. Max Kalbeck (Digitalisat)
- Bd. 13 (1918): Johannes Brahms im Briefwechsel mit Th. Wilhelm Engelmann. Mit einer Einleitung von Julius Röntgen (Digitalisat)
- Bd. 14 (1920): Johannes Brahms im Briefwechsel mit Breitkopf & Härtel, Bartolf Senff, J. Rieter-Biedermann, C. F. Peters, E. W. Fritzsch und Robert Lienau. Hrsg. von Wilhelm Altmann (Digitalisat)
- Bd. 15 (1922): Johannes Brahms im Briefwechsel mit Franz Wüllner. Hrsg. von Ernst Wolff (Digitalisat)
- Bd. 16 (1920), Teil 1: Brahms im Briefwechsel mit Philipp Spitta, Teil 2: Brahms im Briefwechsel mit Otto Dessoff. Hrsg. von Carl Krebs (Digitalisat)

## Datenträger
- Johannes Brahms:  Meisterwerke ● 40 Stunden MP3, DVD–ROM, Aretinus Gesellschaft für Musikarchivierung mbH, Berlin 2006, ISBN 3-939107-13-1.
- Alexandre Oguey, Neal Peres da Costa „Pastoral Fables“. Hammerflügel nach Streicher&Sons 1868 von Paul McNulty
- Boyd McDonald. Johannes Brahms „The piano Miniatures“. Streicher 1851, Hammerflügel
- Hardy Rittner. Johannes Brahms „Complete Piano Music“. Bosendorfer 1846, Streicher 1856 und 1868, Hammerflügeln

### Aufsätze
- Walter Riezler: Brahms, Johannes. In: Neue Deutsche Biographie (NDB). Band 2, Duncker & Humblot, Berlin 1955, ISBN 3-428-00183-4, S. 508–513 (Digitalisat).
- Ingrid Fuchs: Brahms, Johannes. In: Oesterreichisches Musiklexikon. Online-Ausgabe, Wien 2002 ff., ISBN 3-7001-3077-5; Druckausgabe: Band 1, Verlag der Österreichischen Akademie der Wissenschaften, Wien 2002, ISBN 3-7001-3043-0.
- Johannes Brahms im Wien Geschichte Wiki der Stadt Wien
- Siegfried Kross: Probleme mit der Brahms-Biographik. In: Ingrid Fuchs (Hrsg.): Kongressbericht des „Internationalen Brahms-Kongresses 1997“. Schneider, Tutzing 2001, ISBN 3-7952-1082-8.

### Bibliographien
- Siegfried Kross: Brahms–Bibliographie. Schneider, Tutzing 1983, ISBN 3-7952-0394-5.
- Margit L. McCorkle: Johannes Brahms thematisch-bibliographisches Werkverzeichnis. Henle Verlag, München 1984, ISBN 3-87328-041-8.
- Thomas Quigley: Johannes Brahms. An annotated bibliography of the literature through 1982. Scarecrow Press, Metuchen NJ 1990, ISBN 0-8108-2196-6.
- Thomas Quigley: Johannes Brahms. An annotated bibliography of the literature from 1982 to 1996, with an appendix on Brahms and the Internet. Scarecrow Press, Metuchen NJ 1998, ISBN 0-8108-3439-1.

### Monographien
- Teresa Hrdlicka: Komponisten auf Sommerfrische in Bad Ischl. Johannes Brahms, Anton Bruckner, Johann Strauss (Sohn), Franz Lehár, Leo Fall, Oscar Straus, Emmerich Kálmán. Hollitzer, Wien 2024, ISBN 978-3-99094-163-8.
- Dieter Boeck: Johannes Brahms. Lebensbericht mit Bildern und Dokumenten. Kassel 1998. ISBN 978-3-87013-017-6.
- Peter Clive: Brahms and his World. A Biographical Dictionary. Scarecrow Press, Lanham, Md. 2006, ISBN 978-0-8108-5721-6.
- Sibylle Ehrismann (Hrsg.): «Hoch aufm Berg, tief im Thal …». Die schweizer Inspirationen von Johannes Brahms. Hug, Zürich 1997.
- Hans Erismann: Johannes Brahms und Zürich, ein Beitrag zur Kulturgeschichte von Zürich; Fretz, Zürich 1974; 126 S., ill. (Zürcher Druck der Offizin Gebrüder Fretz AG, 40).
- Constantin Floros: Johannes Brahms. „Frei, aber einsam“; ein Leben für eine poetische Musik. Arche, Zürich 1997, ISBN 3-7160-3900-4.
- Hans Gál: Johannes Brahms. Werk und Persönlichkeit (Bücher Des Wissens; Bd. 395) Fischer, Frankfurt/M. 1961.
- Martin Geck: Johannes Brahms (Rowohlts Monographien). Rowohlt, Reinbek 2013, ISBN 978-3-499-50686-4 (M. Geck ersetzt damit die „Brahms-Biographie“ von Hans A. Neunzig von 1973).
- Walter Gieseler: Die Harmonik bei Johannes Brahms (Musikwissenschaft, Musikpädagogik in der Blauen Eule; Bd. 32). Verlag Die Blaue Eule, Essen 1997, ISBN 3-89206-809-7 (zugl. Dissertation, Universität Göttingen 1949).
- Kurt Hofmann: Johannes Brahms und Hamburg. Neue Erkenntnisse zu einem alten Thema. 2. Auflage. Dialog-Verlag, Hamburg 1986, ISBN 3-923707-12-6.
- Kurt Hofmann: „Sehnsucht habe ich immer nach Hamburg“. Johannes Brahms und seine Vaterstadt. Dialog-Verlag, Hamburg 2003, ISBN 3-923707-33-9.
- Renate Hofmann, Kurt Hofmann: Johannes Brahms privat. Tafelfreuden und Geselligkeit. Verlag Boyens, Heide 2002, ISBN 3-8042-1091-0.
- Renate Hofmann, Kurt Hofmann: Johannes Brahms. Zeittafel zu Leben und Werk. Schneider Verlag, Tutzing 1983, ISBN 3-7952-0394-5.
- Renate Hofmann, Kurt Hofmann: Johannes Brahms auf Schloss Altenstein. Verlag Kamprad, Altenburg 2003, ISBN 3-930550-29-6.
- Renate Hofmann, Kurt Hofmann: Johannes Brahms auf Schloss Altenstein und am Meininger Hof. Amtlicher Führer Special der Stiftung Thüringer Schlösser und Gärten. Deutscher Kunstverlag, Berlin 2012, ISBN 978-3-422-02347-5.
- Andreas Ickstadt: Aspekte der Melancholie bei Johannes Brahms . Verlag Königshausen & Neumann, Würzburg 2015, ISBN 978-3-8260-5625-3.
- Max Kalbeck: Johannes Brahms. Biographie in 4 Bänden. Severus-Verlag, Hamburg 2013 (Nachdr. d. Ausg. Tutzing 1976, EA Wien 1904/14; Digitalisat)

1. 2013, ISBN 978-3-86347-610-6.
2. 2013, ISBN 978-3-86347-615-1.
3. 2013, ISBN 978-3-86347-655-7.
4. 2013, ISBN 978-3-86347-656-4.

- Malte Korff: Johannes Brahms. dtv premium, München 2008, ISBN 978-3-423-24656-9.
- Siegfried Kross: Die Chorwerke von Johannes Brahms. 2. Aufl. Max Hesse Verlag, Berlin 1963 (EA Berlin 1957; zugl. Dissertation, Universität Bonn 1957).
- Siegfried Kross: Johannes Brahms. Versuch einer kritischen Dokumentar-Biographie. Bouvier, Bonn 1997, ISBN 3-416-02699-3 (2 Bde.).
- Florence May: The life of Johannes Brahms. Arnold, London 1905 (2 Bde.).
  - Johannes Brahms. Die Geschichte seines Lebens. Matthes & Seitz, München 1983, ISBN 3-88221-343-4 (Nachdr. d. Ausg. Leipzig 1925; übersetzt von Ludmille Kirschbaum).
- Robert Münster: Johannes Brahms: Beiträge zu seiner Biographie. Hrsg. von Thomas Hauschka. Hollitzer Wissenschaftsverlag, Wien 2020, ISBN 978-3-99012-879-4.
- Wilibald Nagel: Johannes Brahms. Engelhorn Verlag, Stuttgart 1923.
- Willibald Nagel: Johannes Brahms als Nachfolger Beethovens. Hug-Verlag, Leipzig 1892.
- Hans A. Neunzig: Johannes Brahms. 1973.
- Matthias Rohn: Die Coda bei Johannes Brahms (Schriftenreihe zur Musik; Bd. 25). Wagner, Heidelberg 1986, ISBN 3-88979-017-8 (zugl. Dissertation, Universität Bonn 1985).
- Wolfgang Sandberger: Brahms-Handbuch. Metzler, Stuttgart 2009, ISBN 978-3-476-02233-2.
- Meinhard Saremba: „... es ist ein zu starker Contrast mit meinem Inneren!“ Clara Schumann, Johannes Brahms und das moderne Musikleben. Osburg Verlag, Hamburg 2021. ISBN 978-3-95510-259-3.
- Johannes Schild: „In meinen Tönen spreche ich“ – Brahms und die Symphonie. Bärenreiter-Verlag, Kassel 2022, ISBN 978-3-7618-2525-9 und J.B. Metzler Verlag, Berlin 2022, ISBN 978-3-662-65260-2.
- Christian Martin Schmidt: Johannes Brahms und seine Zeit. 2. Aufl. Laaber-Verlag, Regensburg 1983, ISBN 3-921518-77-6.
- Christian Martin Schmidt: Reclams Musikführer Johannes Brahms. Reclam, Stuttgart 1994, ISBN 3-15-010401-7.
- Peter Schmitz: Johannes Brahms und der Leipziger Musikverlag „Breitkopf & Härtel“ (Abhandlungen zur Musikgeschichte; Band 20). V&R Unipress, Göttingen 2009, ISBN 978-3-89971-728-0 (zugl. Dissertation, Universität Münster 2008).
- Werner G. Zimmermann: Brahms in der Schweiz, eine Dokumentation; Atlantis Musikbuch-Verlag, Zürich 1983; 119 S., ill.; ISBN 3-254-00096-X.

### Erinnerungen an Brahms
- Albert Dietrich: Erinnerungen an Johannes Brahms in Briefen besonders aus seiner Jugendzeit, Leipzig 1898 (Digitalisat im Internet Archive)
- J. V. Widmann: Johannes Brahms in Erinnerungen. Gebrüder Paetel, Berlin 1898 (Digitalisat im Internet Archive; Neuausgabe unter dem Titel Erinnerungen an Johannes Brahms mit einer Einleitung von Samuel Geiser bei Rotapfel, Zürich u. Stuttgart 1980, ISBN 3-85867-100-2)

### Roman
- Kaspar Wolfensberger: Die Brahmskommode. Bilgerverlag, Zürich 2021, ISBN 978-3-03762-095-3.
- Maria Regina Kaiser: Adagio. Clara Schumann und Johannes Brahms in Baden-Baden, Freiburg 2024, ISBN 978-3-910228368.

## Film
- In dem Spielfilm Clara Schumanns große Liebe (USA 1947) wird auch das Verhältnis zwischen Clara Schumann und Johannes Brahms interpretiert.
- Das Verhältnis zwischen Clara Schumann und Johannes Brahms ist ebenso Thema im Spielfilm Geliebte Clara (Deutschland Frankreich Ungarn, 2008).
- Brahms in Baden-Baden. Dokumentarfilm und Doku-Drama, Deutschland 2011, 29 Min. Buch und Regie: Nanna Schmidt, Produktion: SWR, Reihe: Musikalischer Reiseführer, Erstausstrahlung: 9. September 2012 beim SWR. Film-Informationen von ARD

## Hörspiel
- Johannes Brahms. Mundart-Hörspiel, Deutschland 1950. Buch: Martha Jochens, Regie: Hans Freundt, Produktion: NWDR Hamburg, Erstsendung: 11. November 1950. Mitwirkende: Ivo Braak (Johannes Brahms), Magda Bäumken (Mutter Brahms), Hartwig Sievers (Vater Brahms), Hilde Sicks (Elise Brahms), Heidi Kabel (Een junge Deern), Heini Kaufeld (Hein, een Jungkerl), Walther Bullerdiek (Honnef, de Kröger vont Gasthuus „De alte Rave“), Franz Felix (Eduard Remenyi, een Geiger ut Ungarn), Otto Lüthje (Hinnerk, een Scheper), Ludwig Meybert (William Kupfer, Notenschriever bi Brahms in Wien), Wilhelm Kürten (Dr. Eduard Hanslick, een Fründ von Johannes Brahms), Axel Wüstenhagen (Andre, eem Wiener Jung von’n acht Jaar) und Hans Mahler (Klaus Groth, een Fründ von Johannes Brahms)